# Peter Sagan
Pour les articles homonymes, voir Sagan.
Peter Sagan (/ˈpɛtɛr ˈsaɡan/), né le 26 janvier 1990 à Žilina, est un coureur cycliste slovaque. Considéré comme l'un des meilleurs sprinteurs du monde, il est le premier et unique coureur à remporter trois titres de champion du monde sur route consécutifs.
Avant sa carrière sur route, Sagan s'illustre dans les catégories de jeunes en cyclo-cross et en VTT, où il remporte le championnat du monde de cross-country juniors en 2008. Lors de sa première saison professionnelle sur route, en 2010, il se révèle en remportant deux étapes de Paris-Nice à l'âge de 20 ans. En raison de ses nombreuses victoires prestigieuses obtenues très jeune, Sagan est alors considéré comme l'un des cyclistes les plus prometteurs de sa génération.
Il est notamment triple champion du monde en 2015, 2016 et 2017, champion d'Europe 2016, et lauréat de deux monuments, le Tour des Flandres en 2016 et Paris-Roubaix en 2018. Coureur polyvalent et régulier tout au long de l'année, il remporte le classement World Tour en 2016.
Son palmarès comprend 121 victoires, dont deux étapes de Paris-Nice, sept étapes de Tirreno-Adriatico, deux au Tour de Romandie, trois étapes et un classement général du Tour de Pologne, un record de dix-sept étapes sur le Tour de Californie et le général en 2015, et dix-huit autres au Tour de Suisse (un record également). Il a remporté dix-huit étapes sur les grands tours, quatre sur le Tour d'Espagne, deux sur le Tour d'Italie et douze sur le Tour de France, s'adjugeant également à sept reprises le classement par points du Tour de France entre 2012 et 2019, dépassant ainsi le record du sprinteur allemand Erik Zabel.

## Biographie

### Repères biographiques
Peter Sagan est né le 26 janvier 1990 à Žilina en Slovaquie. Il est le quatrième enfant de Lubomir Sagan et Helena Saganová. Il a une sœur nommée Daniela et deux frères prénommés Milan et Juraj, qui est lui aussi un coureur cycliste et qui a commencé sa carrière avant celle de Peter. Depuis 2010, les deux frères sont équipiers dans la même équipe. Durant son enfance, il est en partie élevé par sa sœur. Ses parents passent leurs journées à s'occuper de la petite épicerie dont ils sont propriétaires.
Au printemps 2012, il rencontre Katarína Smolková, ils se marient à Dolný Kubín le 11 octobre 2015. Ils ont un fils nommé Marlon, né le 25 octobre 2017 à Paris. Ils s'installent à Monaco, mais le 19 juillet 2018, il annonce leur séparation sur les réseaux sociaux. Depuis, le coureur slovaque vit toujours en principauté.
Peter Sagan est un catholique pratiquant, il a même rencontré le Pape François au Vatican en janvier 2018. Au cours de cette rencontre, il lui a offert un vélo blanc et jaune, les couleurs du Saint-Siège et un maillot de champion du monde. En 2020, ce vélo est mis aux enchères, dans le but de récolter des fonds pour les hôpitaux et le personnel médical des villes de Bergame et de Brescia, deux des foyers les plus virulents de la pandémie du coronavirus.
En avril 2021, il est contrôlé par les policiers à Monaco alors qu'il a enfreint la consigne du couvre-feu imposé par la pandémie de Covid-19 après une soirée arrosée. Il refuse de sortir du véhicule et craignant qu'on l'oblige à se faire vacciner de force, se débat furieusement jusqu'à blesser un policier et être placé en garde à vue. Il est condamné à 5 000 euros d’amende pour rébellion et 100 euros pour la contravention, ainsi que 1 500 euros pour la partie civile,.

### Jeunesse et carrière amateur
Sagan commence le vélo à l'âge de neuf ans quand il rejoint Cyklistický spolok Žilina, un petit club local à Žilina. Tout au long de ses années juniors, il participe à des courses de VTT et sur route. Il se démarque par son style non conventionnel, il roule en chaussures de tennis, porte des t-shirts et ne boit que de l'eau pure. Il attire également l'attention lorsqu'il dispute une manche de la Coupe de Slovaquie de VTT avec un vélo emprunté à sa sœur. Sagan avait vendu par erreur son vélo et n'avait pas pu recevoir à temps de vélo de rechange du sponsor. Il remporte malgré tout la course en dépit d'un vélo de supermarché avec des freins médiocres et un plateau de vitesse limité.
En 2007, Peter Sagan court en catégorie junior. Champion de Slovaquie de cyclo-cross dans cette catégorie en janvier, il dispute plusieurs courses de la Coupe du monde juniors sur route et du calendrier international junior. Il est notamment deuxième de la Coupe du Président de la Ville de Grudziadz, vainqueur d'étape du Trofeo Karlsberg et champion de Slovaquie junior. En VTT, il est médaillé de bronze du championnat d'Europe de cross-country de sa catégorie. En fin d'année, il reprend le cyclo-cross. Terminant 3e du championnat d'Europe juniors, il est vice-champion du monde en janvier 2008 à Trévise, derrière Arnaud Jouffroy.
Durant la saison 2008 sur route, il dispute des manches de la Coupe des Nations juniors avec l'équipe de Slovaquie. Il se classe ainsi deuxième du Paris-Roubaix juniors en passant tous les secteurs pavés en tête, mais rejoint et dépassé à 2 kilomètres de l'arrivée par Andrew Fenn. Il est également deuxième de la Course de la Paix juniors (derrière Michał Kwiatkowski), dont il remporte une étape. Il gagne ensuite une étape du Trofeo Karlsberg et le classement général du Tour d'Istrie. Au championnat du monde juniors, il se classe 18e de la course en ligne. Durant cette saison, il décroche les titres de champion d'Europe et de champion du monde juniors de cross-country. Lors de ses deux années juniors, il a pour principal rival le Polonais Michał Kwiatkowski. Les deux coureurs dominent le calendrier international et courent l'un contre l'autre depuis leurs quinze ans.
En 2009, Peter Sagan intègre l'équipe continentale slovaque Dukla Trenčín Merida, à l'âge de dix-huit ans. Avec cette équipe, il s'illustre lors de course de l'UCI Europe Tour : il remporte ainsi le Grand Prix Kooperativa, en Slovaquie, et deux étapes du Mazovia Tour, en Pologne. Avec la Slovaquie, il se classe dixième du championnat d'Europe sur route des moins de 23 ans.

### 2010: débuts professionnels et premières victoires
Ses bons résultats permettent à Peter Sagan de passer des tests au sein de l'équipe ProTour Quick Step, mais il ne réussit pas à obtenir un contrat. Sa frustration est si grande qu'il envisage de quitter le monde du cyclisme sur route, mais sous l'insistance de sa famille, il fait un nouvel essai avec l'équipe Liquigas-Doimo. Stefano Zanatta lui offre un contrat de deux ans (2010-2011) avec une option lui permettant de faire du VTT pour Cannondale. Dès avril 2010, le contrat est prolongé jusqu'en 2012. Les médecins et managers de Liquigas-Doimo sont stupéfaits par les résultats des tests médicaux. C'est la première fois qu'ils voient un coureur de 19 ans aussi fort physiquement. Lors d'un camp d'entraînement, il casse plusieurs VTT, en raison de sa capacité à mettre un vélo à l'épreuve. Cela lui vaut le surnom de Terminator, en dépit de sa personnalité calme et très polie.

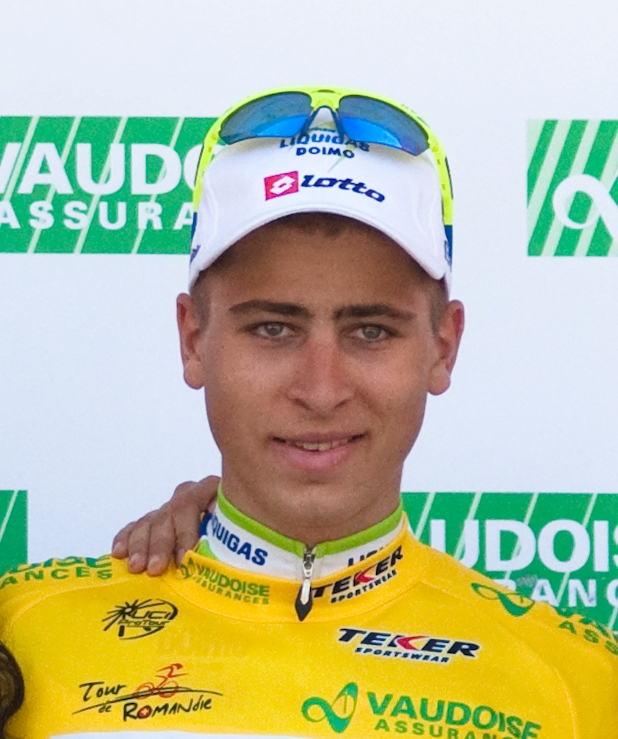
Peter Sagan sur le Tour de Romandie 2010

En 2010, Peter Sagan devient professionnel au sein de l'équipe ProTour italienne Liquigas-Doimo. Sa première course avec cette équipe est le Tour Down Under, durant lequel il est remarqué par sa présence dans un groupe d'échappés aux côtés de Cadel Evans, Alejandro Valverde et Luis León Sánchez lors de l'étape reine où il prend la 4e place. Alors qu'il ne devait pas disputer Paris-Nice, il prend finalement la place de Maciej Bodnar, qui est malade, il se classe cinquième du prologue, à dix secondes de Lars Boom puis deuxième de la 2e étape, où il est battu au sprint par William Bonnet. Il remporte cependant la 3e étape, au sprint devant Joaquim Rodríguez et Nicolas Roche puis la 5e étape devant Mirco Lorenzetto et Alejandro Valverde, après une attaque dans une bosse à 2 km de l'arrivée ainsi que le classement par points de l'épreuve. Par la suite son équipe l'aligne sur le Tour de Romandie, où il termine le prologue en seconde position, à moins d'une seconde de Marco Pinotti et devant des spécialistes de la discipline et s'empare dès la 1re étape du maillot jaune en s'imposant au sprint devant Francesco Gavazzi et Nicolas Roche. Il perd son maillot jaune à l'issue du contre-la-montre de la 3e étape, au profit de Michael Rogers, et terminera l'épreuve avec quatre Top 5 dont une victoire. En mai, il remporte ses quatrième et cinquième victoires de la saison, lors du Tour de Californie, où il s'impose au sprint lors de la 5e étape devant Michael Rogers et le maillot jaune David Zabriskie puis lors de la 5e étape où il devance Rory Sutherland et Michael Rogers. Il remporte également le classement par points et le classement du meilleur jeune de la course. En juin, il participe au Tour de Suisse, mais il ne se présente pas au départ de la troisième étape après avoir terminé quatrième du prologue. Plus tard dans le mois, il termine deuxième de la Philadelphia Cycling Classic dernière Matthew Goss. Il finit ensuite la saison 2010 en demi teinte, se démarquant toutefois sur quelques classiques de fin de saison en étant 2e du Grand Prix cycliste de Montréal derrière Robert Gesink. Au mois d'août, il finit 2e du Tour de Vénétie derrière son équipier Daniel Oss. Peter Sagan termine ainsi sa première saison professionnelle avec cinq victoires.

### 2011: 3 étapes sur le Tour d'Espagne
Peter Sagan commence la saison 2011 en Italie, par une quatrième place sur le Grand Prix de la côte étrusque. Après avoir terminé 11e du Trofeo Laigueglia, il écrase le Tour de Sardaigne, enlevant les 1re, 3e et 4e étapes et le classement général. Le lendemain, il se classe troisième de la Classica Sarda Sassari-Cagliari. Il prend ensuite le départ de Paris-Nice. Il termine 4e et 5e des deux premières étapes, puis chute dans le dernier kilomètre de la 3e étape. Il est 2e du sprint du peloton derrière les 4 échappés lors de la 4e étape. Il abandonne la Course au soleil durant la 7e étape. Une semaine plus tard, il commence sa période des classiques par un 17e rang de Milan-San Remo. Il se classe ensuite 49e de Gand-Wevelgem et dans les 10 premiers (6e puis 3e) lors des deux premières étapes des Trois Jours de La Panne. Il finit 86e de Paris-Roubaix et 98e de l'Amstel Gold Race.
En mai, il prend part au Tour de Californie. Il gagne la cinquième étape et obtient plusieurs places d'honneur (deuxième des 2e et 8e étapes et quatrième de la 3e étape, notamment), s’adjugeant ainsi le classement par points. Après avoir terminé 2e du TD Bank International Cycling Championship, il participe au Tour de Suisse. Il est 3e du prologue inaugural et remporte le surlendemain l'étape reine en battant Damiano Cunego au sprint. Il se classe 2e puis 3e les deux jours suivants et s'impose sur la huitième étape devant Matthew Goss et Ben Swift. Une semaine plus tard, il est sacré champion national sur route.
Début août, lors du Tour de Pologne, Sagan remporte la 4e puis la 5e étape, et aborde la fin de la course comme leader et favori, mais lors de l'avant-dernière étape, Dan Martin dépose le Slovaque, avant de contrer Wout Poels pour couper la ligne en première position, empochant 10 secondes de bonifications. Sagan, à l’agonie pendant les 500 derniers mètres, cède le maillot pour 3 secondes. Il reprendra la tunique le lendemain, seulement battu par Marcel Kittel, et remportera le classement général et le classement par points. Le 16, il finit 41e des Trois vallées varésines. Une semaine plus tard, il prend le départ du Tour d'Espagne, son premier Grand Tour. Après le contre-la-montre par équipes inaugural, il est 11e de la deuxième étape et gagne la 6e étape, où il se mue en équipier pour éparpiller le peloton dans une descente, à sept kilomètres du but, avant de s'imposer dans un groupe de cinq, . Il est 2e le lendemain, puis s'impose sur la 12e étape et sur la dernière étape à Madrid. Ainsi, il réussit l'exploit de repartir avec 3 victoires d'étape pour son premier Grand Tour,. La semaine suivante, il remporte le Grand Prix de l'industrie et du commerce de Prato. Il représente la Slovaquie lors des championnats du monde sur route en compagnie des frères Martin et Peter Velits. Considéré comme étant un des favoris de la course, Sagan ne se classe finalement que douzième. Il conclut sa saison par un anonyme Tour de Pékin (110e du classement général). Peter Sagan finit donc sa saison avec 15 victoires dont le Tour de Pologne et trois étapes du Tour d'Espagne.

### 2012: maillot vert du Tour et 3 étapes

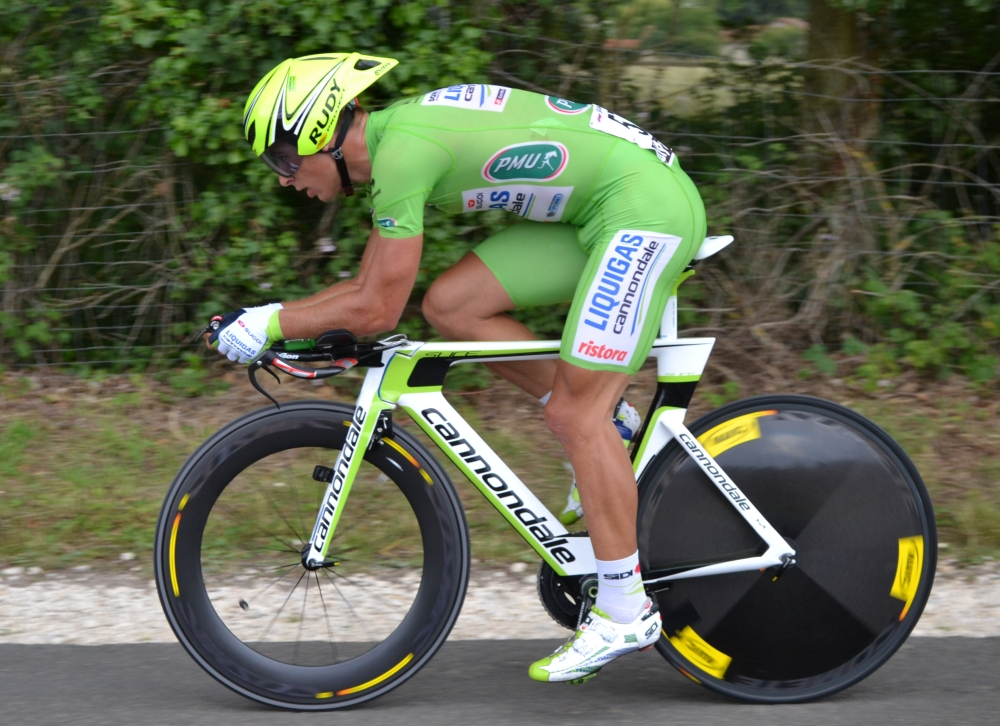
Sagan remporte le classement par points du Tour de France.

En 2012, Peter Sagan remporte sa première victoire lors de la seconde étape du Tour d'Oman en battant au sprint Baden Cooke et Tom-Jelte Slagter. Début mars, il remporte la quatrième étape de Tirreno-Adriatico tout en collaborant avec son leader Vincenzo Nibali. Il finit ensuite quatrième de Milan-San Remo, où il règle le « sprint du peloton », puis deuxième de Gand-Wevelgem, battu au sprint par Tom Boonen. Après une 14e place sur le GP E3-Harelbeke et une victoire sur la 1re étape des Trois Jours de La Panne, il termine cinquième du Tour des Flandres et troisième de l'Amstel Gold Race, alors qu'il était en tête à 50 mètres de la ligne, avant d'être débordé par Enrico Gasparotto et Jelle Vanendert. 

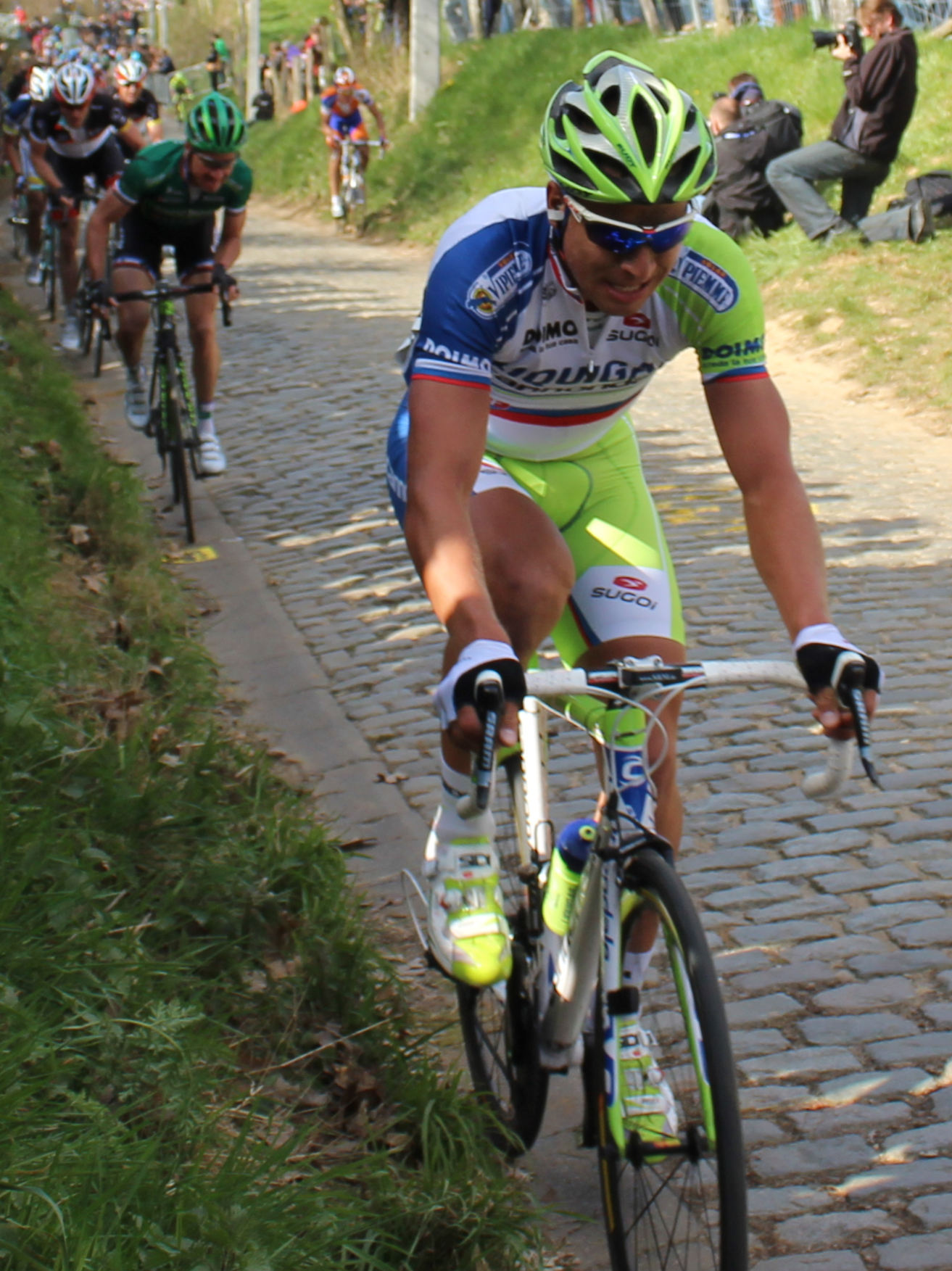
Peter Sagan lors du Tour des Flandres 2012.

En mai et juin, il remporte cinq étapes du Tour de Californie, établissant un nouveau record pour le plus grand nombre de victoires d'étapes sur cette course, marque jusqu'alors détenue par Levi Leipheimer. Il s'impose notamment sur les quatre premières épreuves, ayant toujours pour dauphin le Garmin-Sharp Heinrich Haussler. Il enchaîne en gagnant quatre étapes du Tour de Suisse. Il y remporte entre autres le prologue inaugural de 7,3 kilomètres devant le favori local et spécialiste de l'exercice Fabian Cancellara avec un avantage de quatre secondes. Fin juin, il garde son titre de champion de Slovaquie sur route.
Le 30 juin, il prend part à son premier Tour de France. Après s'être classé 53e du prologue, Sagan bat sur la ligne le maillot jaune Fabian Cancellara lors de la première étape de la Grande Boucle à Seraing, après avoir répondu à 1,5 km de l'arrivée à l'attaque du Suisse. À 22 ans et 157 jours, il devient le plus jeune vainqueur d'étape sur le Tour de France depuis Lance Armstrong en 1993. Il remporte également la troisième étape à Boulogne-sur-Mer dont l'arrivée est adjugée au sommet d'une pente courte, mais raide. Il sort de la tête du peloton qui s'éparpille sur la montée dans le dernier virage et gagne le sprint avec assez d'avance pour se permettre une imitation de la course de Forrest Gump en traversant la ligne. À Metz, lors de la sixième étape, il s'impose à nouveau en devançant au sprint André Greipel, dont il avait pris le sillage dans le final. Cette fois, c'est une pose imitant L'Incroyable Hulk que le Slovaque se permet pour célébrer la victoire. Il explique le spectacle qu'il donne lors de ses triomphes en ces mots : « Quand j'étais petit, j'adorais regarder Valentino Rossi. Tout le monde voulait qu'il gagne pour voir comment il allait se comporter et j'ai vraiment envie de ça moi aussi ». Jusqu'à Paris, il se contente de quelques places d'honneur. Il remporte le maillot vert du classement par points, qu'il a porté de la deuxième à la dernière étape. Il gagne également une Porsche, car il a fait un pari avec le président de Liquigas Paolo Zani qu'il remporterait le maillot vert et au moins deux étapes.
En fin de saison, il obtient quelques places d'honneur : 2e de la Dutch Food Valley Classic, il termine 3 fois dans le Top 15 de très belles courses d'un jour (12e du Grand Prix de Montréal, 14e de la Vattenfall Cyclassics et de la course en ligne des Mondiaux, dont il était un des favoris, avant de caler dans la Cauberg). Sagan finit l'année avec 16 victoires, soit une de plus que l'année passée, dont trois étapes du Tour de France, auxquelles s'ajoute le maillot vert.

### 2013: victoire sur Gand-Wevelgem et nombreuses places d'honneur
Peter Sagan évolue en 2013 au sein de la même équipe, mais celle-ci change de nom du fait de la perte du sponsor principal pour devenir Cannondale. Sa saison commence en janvier en Argentine au Tour de San Luis où il obtient plusieurs places d'honneur (5e des 2 premières étapes, 2e de la 7e étape). Il court ensuite en février en Asie et gagne les deuxième et troisième étapes du Tour d'Oman, ce qui lui permet alors de porter le maillot de leader pendant deux jours. De retour ensuite en Europe, il conclut son mois de février par une victoire le 28 au Grand Prix de la ville de Camaiore. Deux jours plus tard, alors qu'il est annoncé comme un des favoris des Strade Bianche, Sagan contribue à la victoire de son équipier Moreno Moser et se classe deuxième, assurant ainsi le doublé pour Cannondale. Il participe ensuite à la 1re épreuve World Tour de sa saison : Tirreno-Adriatico. Après le contre-la-montre par équipe inaugural, il termine neuvième et premier des 2 étapes suivantes, toutes 2 conclues au sprint. Il remporte ensuite la sixième étape, sous la pluie et présentant de très forts pourcentages. Il aborde ensuite la campagne des classiques avec un statut de favori. Dans des conditions dantesques, il joue la gagne sur Milan-San Remo au sein d'un groupe de 7 coureurs, où il termine finalement deuxième, battu au sprint par l'Allemand Gerald Ciolek.
Il commence les classiques flandriennes la semaine suivante, où il est également deuxième du Grand Prix E3 à plus d'une minute de Fabian Cancellara. Le Slovaque passe alors en tête de l'UCI World Tour devant Cancellara et Sylvain Chavanel, l'ancien leader. Il parvient à remporter Gand-Wevelgem en solitaire après une attaque décisive à 4 kilomètres de l'arrivée. Il s'agit de sa première victoire sur une classique du World Tour, ce qui pourrait constituer un déclic pour lui. Deux jours après il remporte comme en 2012, la première étape des Trois Jours de La Panne. Il s'impose en réglant au sprint un groupe d'une dizaine de coureurs. Sur le Tour des Flandres, il ne peut rien faire face à Cancellara, puis bat au sprint Jürgen Roelandts pour prendre la 2e place, son premier podium sur un monument pavé. Il déclenche ensuite une polémique, en pinçant les fesses d'une hôtesse sur le podium, avant de s'excuser en lui offrant un bouquet. La semaine suivante, Sagan fait l'impasse sur Paris-Roubaix et perd la tête du World Tour au profit de Cancellara, vainqueur de la course. Avant de s'attaquer aux classiques ardennaises, il annonce participer en guise de préparation à la Flèche brabançonne et au Grand Prix de Denain. Il remporte la première course en réglant au sprint le Belge Philippe Gilbert et abandonne le lendemain. Il se présente sur l'Amstel Gold Race comme favori et en prend la 36e place. Il se classe ensuite 12e de la Flèche Wallonne.

Sagan reprend ensuite la compétition sur le Tour de Californie. Le premier jour, il règle le sprint du peloton, 6 s après les hommes de tête Lieuwe Westra et Francisco Mancebo. Il remporte la 3e étape au sprint, puis se montre régulier lors des 2 sprints suivants (5e puis 4e). Il s'impose alors sur la 8e et dernière étape, et s'adjuge le classement par points de la course. Puis, le Slovaque participe au Tour de Suisse et y glane la 50e victoire de sa carrière, à l'occasion de la 3e étape en battant au sprint un groupe de 4 coureurs échappés dans le col présent dans le final de l'étape. Il se classe dans le Top 10 lors des 3 étapes suivantes (7e, 2e puis 5e). Il gagne ensuite la 8e étape et le classement par points. Il vise alors le classement par points et le port du maillot jaune sur le Tour de France. Il est ensuite sacré champion de Slovaquie pour la troisième fois consécutive.

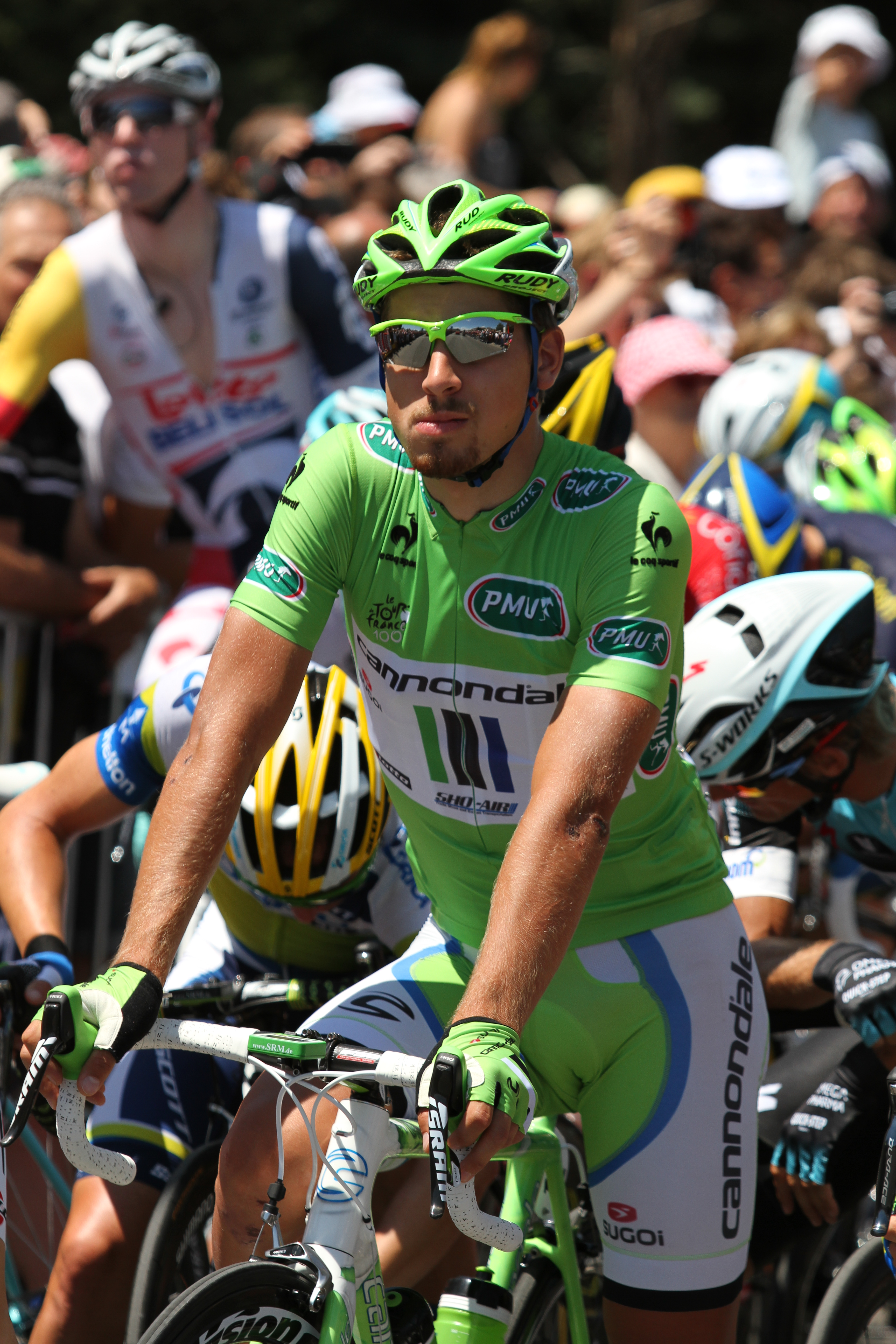
Sagan remporte le maillot vert du Tour de France.

Le 29 juin, il prend le départ de la Grande boucle en Corse. Il ne participe pas au premier sprint à la suite d'une chute collective. Lors de la 2e étape, il règle le sprint du peloton 1 s derrière Jan Bakelants et s'empare du maillot vert. Il est battu le lendemain par Simon Gerrans. Après le contre-la-montre par équipe, il est sur le podium des 2 étapes suivantes au sprint (3e puis 2e). Lors de la 7e étape, il consolide son maillot vert : son équipe accélère lors du col de 2e catégorie, distançant ainsi les principaux sprinteurs ; il remporte ensuite le sprint intermédiaire et l'étape à Albi. Il possède alors 74 pts d'avance sur son dauphin au classement par points, André Greipel. Après deux étapes dans les Pyrénées et le jour de repos, il se classe 4e de la 10e étape. Il est ensuite 3e de la 12e étape, et 2e le lendemain, alors que l'étape est marquée par des bordures. Il termine 4e de la dernière étape et remporte pour la deuxième année consécutive le classement par points.
Après le Tour de France, il se rend en Amérique du Nord pour préparer les mondiaux. Il effectue tout d'abord un stage en altitude à Aspen, où il peut « bien [se] préparer, sans distraction ni pression, en combinant de bons parcours avec l'avantage de l'altitude ». Et contrairement à l'année précédente, il décide de participer à deux courses par étapes, le Tour du Colorado et le Tour d'Alberta, ainsi que les deux classiques canadiennes. Lors du Tour du Colorado, il s'adjuge quatre étapes et le classement par points. Il s'impose ensuite sur le prologue du Tour d'Alberta, puis le lendemain et sur la cinquième et dernière étape et le classement par points. Lors du Grand Prix de Québec, il fait partie des coureurs en lice pour la victoire dans le dernier kilomètre, mais est victime de crampes dans les derniers mètres et termine 10e de la course. Il attaque dans le dernier tour du Grand Prix de Montréal, à 5,5 km de l'arrivée, et s'impose avec quelques secondes d'avance sur Simone Ponzi et Ryder Hesjedal. Aux championnats du monde, il se classe pour la première fois parmi les dix premiers de la course en ligne (6e place), à 34 secondes du vainqueur, mais ce résultat est « satisfaisant pour lui, c'est de l'expérience engrangée qu'il pourra utiliser pour la suite ». Il finit sa saison avec 22 succès soit son meilleur total de victoires sur une année civile, dont Gand-Wevelgem, le Grand Prix de Montréal, une étape et le maillot vert du Tour de France.

### 2014: troisième maillot vert sur le Tour

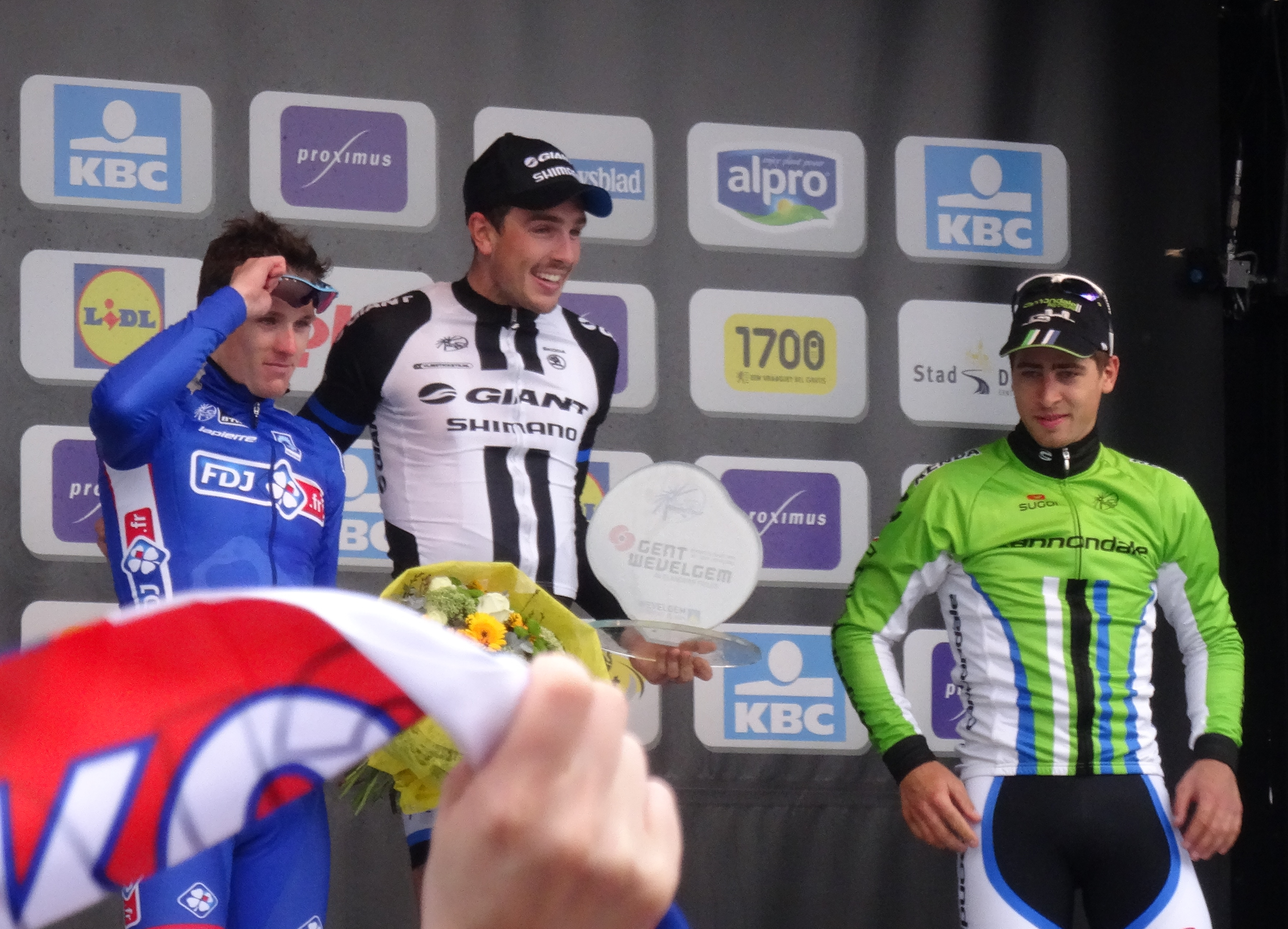
Peter Sagan (à droite) sur le podium de Gand-Wevelgem 2014.

Sagan commence la saison toujours avec la même équipe, au Tour de San Luis, où il termine deuxième de la dernière étape. Puis il participe à la première édition du Dubaï Tour, où il se classe deuxième et troisième d'étapes remportées à chaque fois par l'Allemand Marcel Kittel. Il termine à nouveau deuxième des Strade Bianche, cette fois, battu par le Polonais Michał Kwiatkowski. Les deux coureurs attaquent à 21 km de l'arrivée, mais Kwiatkowski est le plus fort dans la dernière ascension. À Tirreno-Adriatico, Sagan s'adjuge une étape et le classement par points. Il finit dixième de Milan-San Remo, dont il était considéré comme l'un des favoris au départ. Puis, il remporte le Grand Prix E3 et termine troisième de Gand-Wevelgem. Ensuite, lors des Trois Jours de La Panne, il remporte une étape. Il échoue ensuite à remporter son premier monument lors du Tour des Flandres, où il se classe seulement 16e d'une course remportée par Cancellara. Une semaine plus tard, il conclut Paris-Roubaix à la sixième place. En mai, Sagan gagne l'avant-dernière étape du Tour de Californie et le classement par points de l'épreuve pour la cinquième année consécutive. Par la suite, il remporte une étape du Tour de Suisse et le championnat de Slovaquie pour la quatrième fois.
Dans la première semaine du Tour de France, il termine les sept premières étapes dans les cinq premiers, un exploit qui n'avait pas été réalisé depuis Henri Pélissier, huit fois consécutivement dans les cinq premiers au début du Tour 1914. Il remporte le maillot vert pour la troisième fois consécutive, ne remportant aucune étape, mais termine plusieurs fois deuxième. Durant une étape, il attaque en compagnie de Greg Van Avermaet, avant que les deux hommes soient repris dans le final, il dispute malgré tout le sprint, et manque la victoire de quelques millimètres au profit de Matteo Trentin. En trois participations, Sagan a passé 58 des 60 étapes possibles avec le maillot vert. Il devient également le deuxième coureur après Freddy Maertens à remporter trois fois le classement par points dès ses trois premières participations.
Sagan participe ensuite à la Classique de Saint-Sébastien, mais il abandonne. Le 8 août 2014, le transfert de Peter Sagan dans l'équipe Tinkoff-Saxo est annoncé par ses dirigeants. Il signe un contrat de trois ans avec l'équipe russe à partir de 2015 pour environ 3,5 millions d'euros par an. Il est accompagné par son frère Juraj. Il prend part au Tour d'Espagne, où il connait une première semaine difficile. Son meilleur résultat est une troisième place lors de la huitième étape. Il s'agit de son seul podium d'une course où il se retire lors de la 14e étape. Il fait son retour le 16 septembre lors de la Coppa Bernocchi, remportée par son coéquipier Elia Viviani, puis termine loin aux mondiaux (43e). En novembre, Sagan gravit le Kilimandjaro avec sa nouvelle équipe Tinkoff-Saxo. Peter Sagan termine l'année avec 7 victoires dont le Grand Prix E3 et le maillot vert du Tour de France, soit son plus petit total depuis 2010.

### 2015: champion du monde sur route et quatrième maillot vert

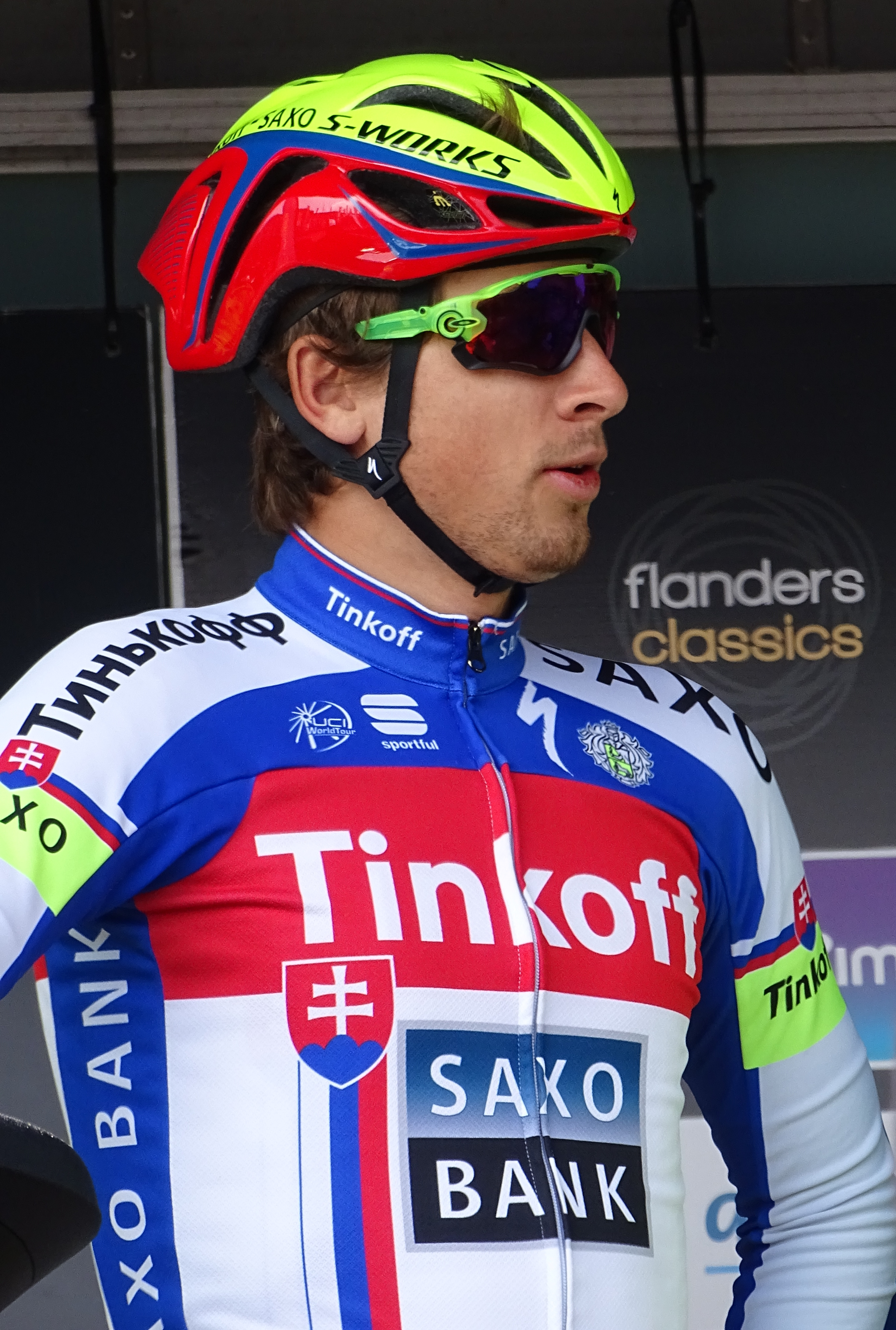
Peter Sagan avec son maillot de champion de Slovaquie sur route.

En 2015, dans sa nouvelle équipe Tinkoff-Saxo, il partage le leadership de l'équipe avec le grimpeur espagnol Alberto Contador. Il commence sa saison au Tour du Qatar, ou il s'adjuge deux deuxième positions derrière Alexander Kristoff. Il termine la course avec le maillot du meilleur jeune. Il participe ensuite au Tour d'Oman, ou il ne monte pas sur le podium. Il s'adjuge sa première victoire avec sa nouvelle équipe lors de la course italienne Tirreno-Adriatico après avoir terminé en deuxième position des deuxième et troisième étapes. Sous une pluie battante, lors de la sixième étape, il remporte le sprint d'un groupe réduit et amputé de plusieurs purs sprinters dont Cavendish.
La semaine suivante, il prend la quatrième place de Milan-San Remo après « avoir entamé son sprint en mauvaise position ». Il se retrouve dans une échappée à trois qui semble promise au succès lors du Grand Prix E3, mais explose lors de l'attaque de Geraint Thomas avec quatre kilomètres à parcourir et finit trentième après s'être fait rattraper par le peloton. Le scénario se reproduit sur le Tour des Flandres, alors qu'il tente sans succès de garder le rythme derrière Greg Van Avermaet qui chasse le duo de tête. Il prend la quatrième position. Une semaine après, il prend la 23e position sur Paris-Roubaix. Il décide de changer d'entraîneur, trouvant Bobby Julich intrusif, c'est Patxi Vila qui prend le relais.
Il gagne en mai 2015 le Tour de Californie, en se battant sur tous les terrains, terminant sept fois sur le podium en huit étapes, dont deux victoires (dont un contre-la-montre), il termine finalement avec un avantage final de 3 secondes sur Julian Alaphilippe. La photo-finish est nécessaire pour le sprint de la 8e et dernière étape, les bonifications qu'il obtient à cette occasion lui permettent de remporter le classement général final. En juin, il remporte deux étapes du Tour de Suisse et avec onze succès, il égale le record de victoire d'étapes des Suisses Ferdi Kubler et Hugo Koblet. Il remporte également un cinquième classement par points de suite de l'épreuve helvète. Par la suite, il remporte les championnats de Slovaquie sur route pour la cinquième fois et du contre-la-montre pour la première fois.

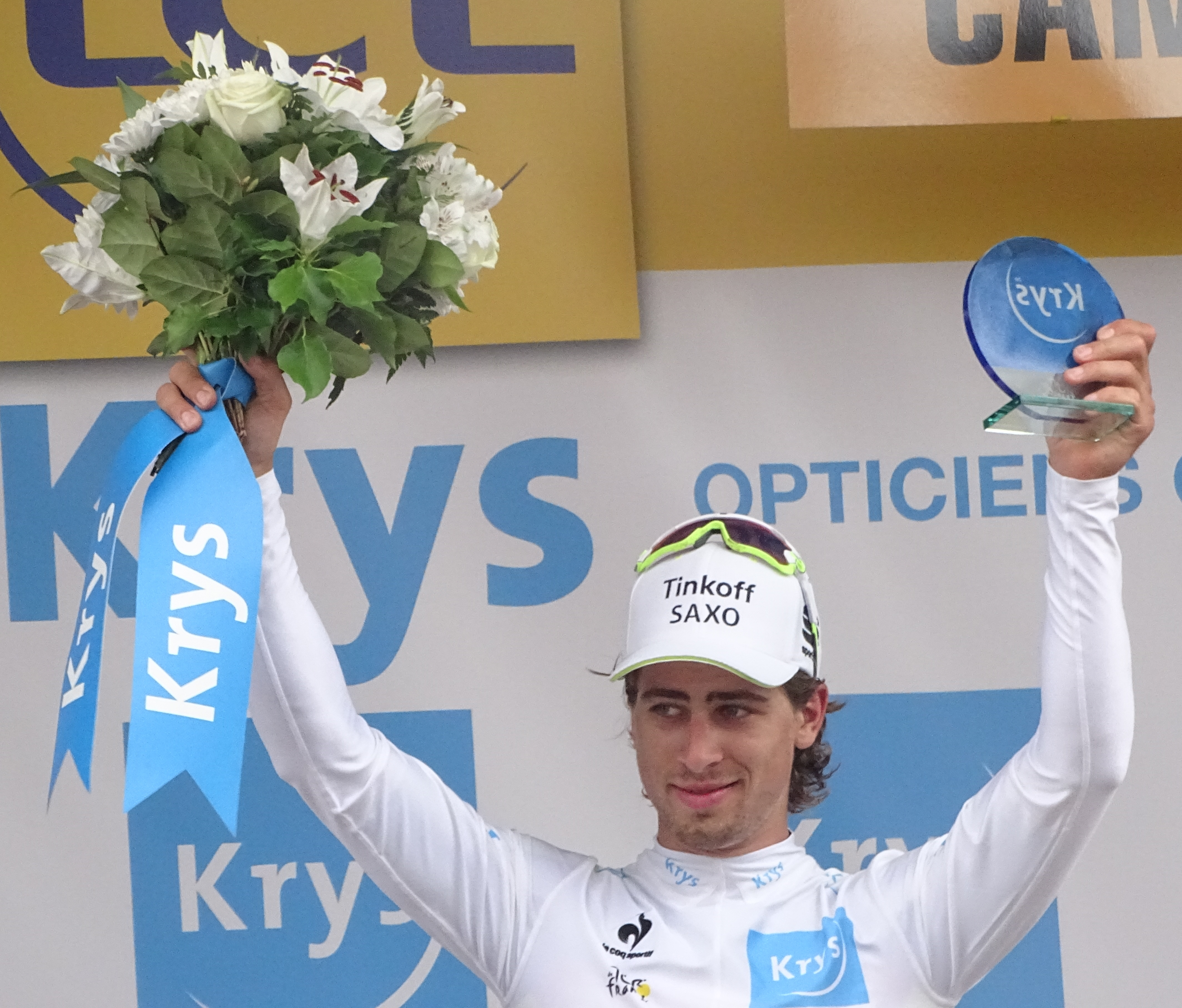
Sagan avec le maillot blanc sur le Tour de France 2015.

Pour sa quatrième participation au Tour de France, il vise à nouveau le maillot vert de meilleur sprinteur. Il termine 2e de la deuxième étape et 3e de la quatrième étape. Lors des cinquième, sixième, treizième et seizième étapes, il termine également deuxième. Lors de la seizième justement, Sagan fait un effort incroyable dans la descente du Col de Manse pour revenir sur Rubén Plaza, mais il échoue à 30 secondes de l'Espagnol. Il remporte le classement par points pour la quatrième fois d'affilée avec un avantage de près de 100 points sur André Greipel, mais pour la deuxième année consécutive, il ne parvient toutefois pas à remporter d'étape, terminant à cinq reprises à la seconde place. Après la course, il s'envole pour la Californie, dans la région du lac Tahoe, pour récupérer et préparer les mondiaux.
Présent ensuite au Tour d'Espagne pour la troisième fois de sa carrière, il y remporte la troisième étape au sprint à Malaga puis termine respectivement deuxième et troisième. Lors de la huitième étape, alors qu'il était le seul sprinteur du peloton, une moto de course le fait chuter à 7 kilomètres de l'arrivée. Pris d'une énorme colère, il termine malgré-tout cette étape, mais à la suite de différentes blessures, il ne repart pas le lendemain et préfère rentrer chez lui pour préparer son grand objectif : les championnats du monde.
Il part plus tôt que prévu aux États-Unis pour disputer le contre-la-montre par équipes des mondiaux, la course se passe mal, avec plusieurs problèmes et chutes, l'équipe Tinkoff-Saxo termine à la dernière place, à plus de 8 minutes des vainqueurs.
Le 27 septembre 2015 a lieu la course en ligne des championnats du monde à Richmond, sur un parcours de 261 kilomètres. Au début de la course, mouvementé, il se retrouve piégé dans un deuxième groupe, mais parvient à rentrer rapidement. Il reste ensuite à l'arrière-plan pendant une bonne partie de la course et dans la dernière montée de Libby Hill, il suit Zdeněk Štybar, Edvald Boasson Hagen, John Degenkolb et Greg Van Avermaet, et décide d'attaquer dans une rue pavée, située à 2,8 kilomètres de l'arrivée pour lancer une attaque dévastatrice laissant sur place ses poursuivants. Après une belle descente, Sagan a acquis un avantage suffisant et devient champion du monde en s'imposant en solitaire devant l'Australien Michael Matthews et le Lituanien Ramunas Navardauskas. Peter finit sa saison avec 10 victoires au total. Il y gagne le Tour de Californie, le maillot vert du Tour de France, le championnat du monde et une victoire d'étape sur le Tour d'Espagne.

### 2016: victoire au Tour des Flandres, deuxième titre de champion du monde et numéro 1 mondial
Sagan commence sa saison au Tour de San Luis et prend la deuxième place sur la deuxième étape. En février, après un camp d'entraînement de trois semaines dans la Sierra Nevada en Espagne, il participe aux courses d'ouverture de la saison belge, terminant deuxième du Circuit Het Nieuwsblad derrière Greg Van Avermaet et septième de Kuurne-Bruxelles-Kuurne à dix-sept secondes du vainqueur Jasper Stuyven. Il finit quatrième des Strade Bianche et dans la foulée se classe deuxième de Tirreno-Adriatico (amputé de son étape-reine) à une seconde de Greg Van Avermaet. Il remporte le classement par points de cette course.

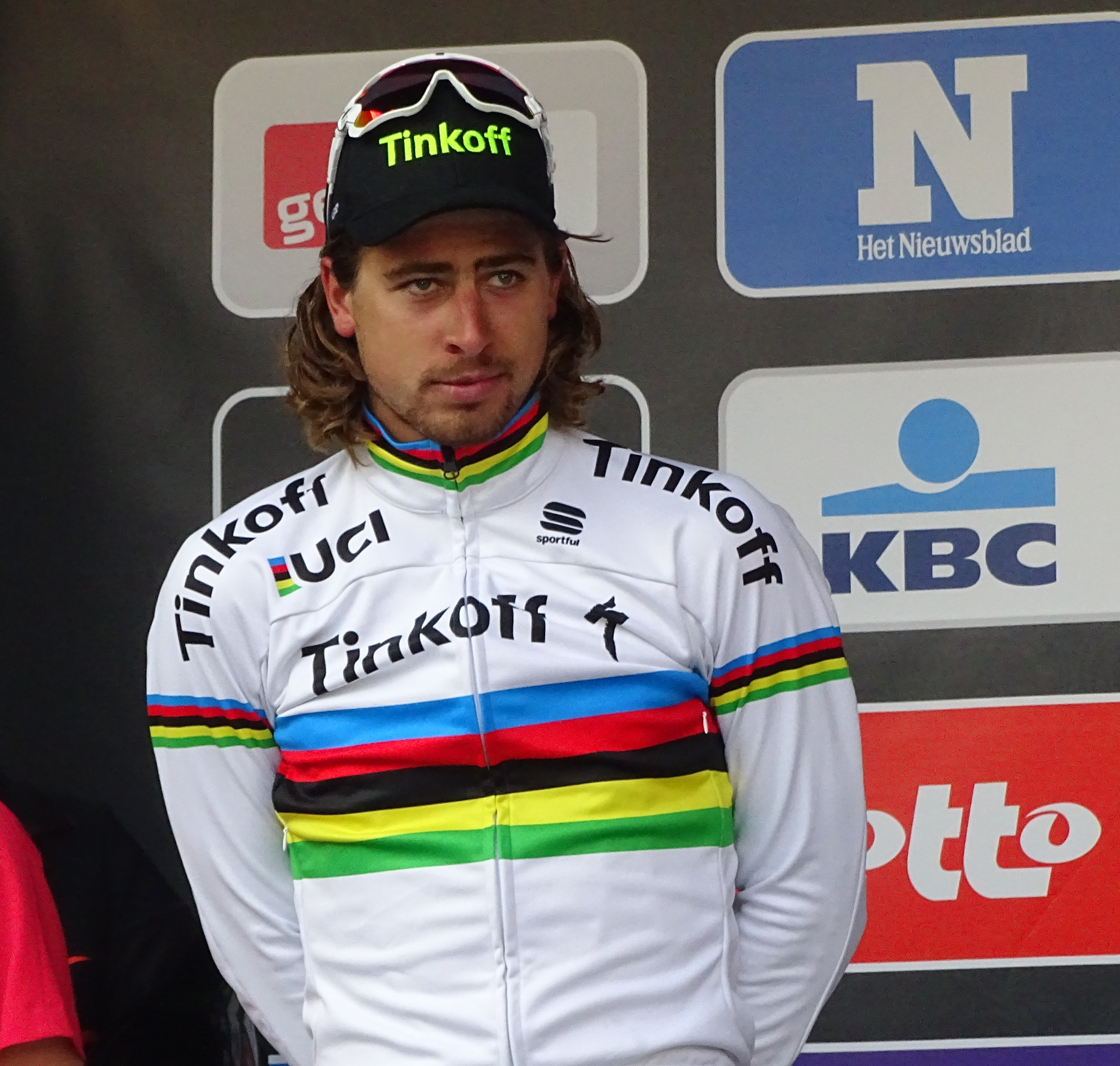
Peter Sagan avec son maillot de champion du monde sur le podium du Circuit Het Nieuwsblad.

Il termine douzième de Milan-San Remo après avoir été gêné dans le sprint remporté par Arnaud Démare puis se classe deuxième du Grand Prix E3 derrière Michal Kwiatkowski. Il finit par remporter pour la deuxième fois Gand-Wevelgem, après six deuxièmes places depuis le début de la saison et devient le premier champion du monde en titre à gagner l'épreuve depuis Rik Van Looy en 1962. Il prend du même coup la tête de l'UCI World Tour et du Classement mondial UCI. Après plusieurs places d'honneur (5e en 2012, 2e en 2013, 4e en 2015), il décroche enfin une victoire dans le Tour des Flandres, ce qui constitue sa première victoire dans un des cinq monuments du cyclisme. Pour parvenir à ce succès, il a suivi avec Sep Vanmarcke l'attaque de Michal Kwiatkowski à 32 km de l'arrivée, avant que celui-ci craque dans le Vieux Quaremont, et que Sagan distance Vanmarcke dans le Paterberg. Cancellara, en chasse, ne parvient pas à rentrer et Sagan s'impose en solitaire. En conférence de presse, il déclare dédier sa victoire aux deux coureurs décédés une semaine plus tôt, Antoine Demoitié et Daan Myngheer, ainsi qu'à son coéquipier Maciej Bodnar blessé à la joue la veille. Il termine ensuite onzième de Paris-Roubaix, après avoir réussi un numéro d'équilibriste au-dessus du vélo de Fabian Cancellara qui vient de chuter, puis remporte deux étapes ainsi que le classement par points du Tour de Californie. Entretemps, il participe pour la première fois depuis 7 ans, à deux courses de VTT en Slovaquie, dans le but de participer aux Jeux olympiques de Rio dans cette discipline. La fédération slovaque annonce que Sagan est sélectionné pour disputer l'épreuve de VTT des Jeux de Rio de Janeiro, la seule prévue pour lui à ces Jeux.
En juin, sa victoire lors de la première étape du Tour de Suisse est sa douzième sur l'épreuve soit un nouveau record de victoire d'étapes. Il dépasse sur ce point les Suisses Ferdi Kubler et Hugo Koblet, auteurs de onze succès en carrière. Le lendemain, à l'issue d'une « démonstration », il gagne à nouveau et s'empare de la tête du classement général, il la gardera jusqu'à la troisième étape. Il termine deuxième du championnat de Slovaquie derrière son frère Juraj.
Sur le Tour de France, Peter Sagan termine troisième de la première étape avant de remporter au sommet d'une côte de troisième catégorie la deuxième étape à Cherbourg-en-Cotentin et de s'emparer du maillot jaune. Après son sprint devant Julian Alaphilippe, Sagan croit pourtant être troisième de l'étape, derrière des coureurs échappés. Il est le premier Slovaque à porter le maillot jaune qu'il garde trois jours. Lors de la dixième étape, Sagan fait partie de l'échappée victorieuse à Revel, mais termine deuxième de l'étape derrière Michael Matthews. Le sprint intermédiaire qu'il remporte durant l'étape et sa nouvelle place d'honneur lui permettent toutefois de récupérer le maillot vert. Le lendemain, lors de la 11e étape, à plus de dix kilomètres de l'arrivée, il est à l'initiative d'un coup de bordure, avec son coéquipier Maciej Bodnar. Aidé par les coureurs de l'équipe cycliste Sky, Geraint Thomas et Christopher Froome, Sagan s'impose à Montpellier et accroît son avance au classement par points. Il remporte par la suite la seizième étape à Berne en devançant Alexander Kristoff à la photo-finish, son cinquième maillot vert consécutif et le prix de la combativité. Il devient ainsi le premier coureur à remporter le classement par points lors de ses cinq premières tentatives.

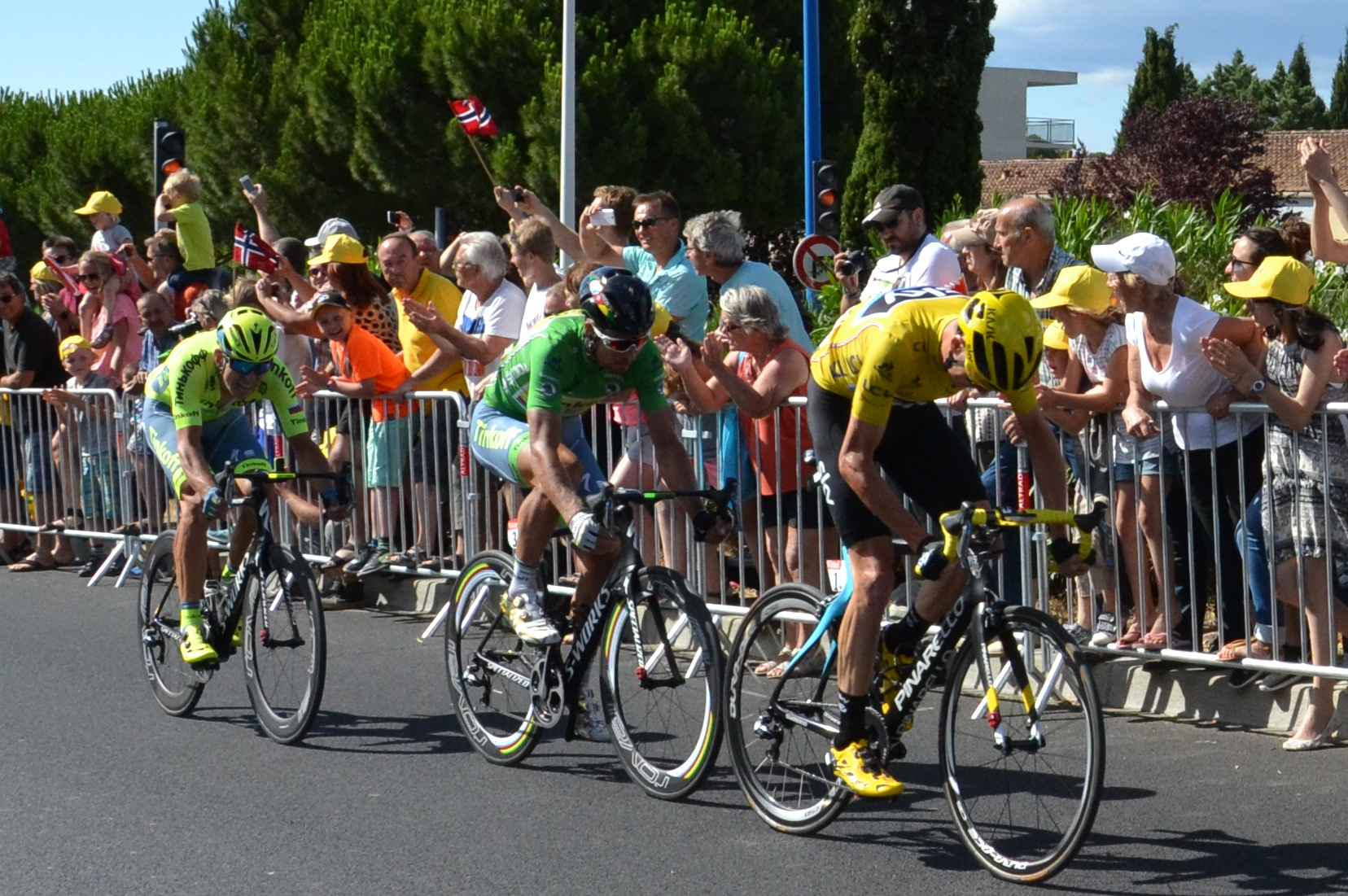
Chris Froome devant Peter Sagan et Maciej Bodnar à Montpellier.

En août, il signe un contrat de trois ans avec l'équipe Bora-Hansgrohe. Ses coéquipiers de Tinkoff : Erik Baška, Maciej Bodnar, Michal Kolář, Rafał Majka et son frère Juraj l'accompagnent dans cette nouvelle formation.
Il participe à la course VTT des jeux de Rio, il termine à la 38e place loin du vainqueur Nino Schurter. Puis lors des classiques canadiennes, Il remporte le Grand Prix de Québec devant Greg Van Avermaet puis s'incline devant le Belge au Grand Prix de Montréal. Il devient ensuite le premier champion d'Europe sur route sur le circuit de Plumelec devant le Français Julian Alaphilippe et l'Espagnol Daniel Moreno. Le lendemain, il prend le départ de l'Eneco Tour où il termine troisième du général et remporte deux étapes dont une où il dépasse treize concurrents dans le sprint final. Après cette course, il s'assure la victoire au classement UCI World Tour 2016.
Le 16 octobre 2016, sous la chaleur de Doha, il conserve au sprint son titre de champion du monde en devançant au sprint Mark Cavendish et Tom Boonen, deux anciens champion du monde. Il est le sixième homme à faire ce doublé et le premier à conserver son titre mondial depuis Paolo Bettini en 2007. Il reçoit dans la foulée son premier Vélo d'or.
En fin d'année, il remporte le classement World Tour devant Nairo Quintana et Christopher Froome puis est classé N°1 Mondial devant Christopher Froome et Greg Van Avermaet. Peter Sagan finit l'année avec 14 victoires dont Gand-Wevelgem, le Tour des Flandres, le Championnat du Monde, le Championnat d'Europe, le Grand Prix de Québec et trois étapes, le maillot vert et le Prix de la combativité sur le Tour de France.

### 2017: troisième titre de champion du monde et100evictoire en carrière

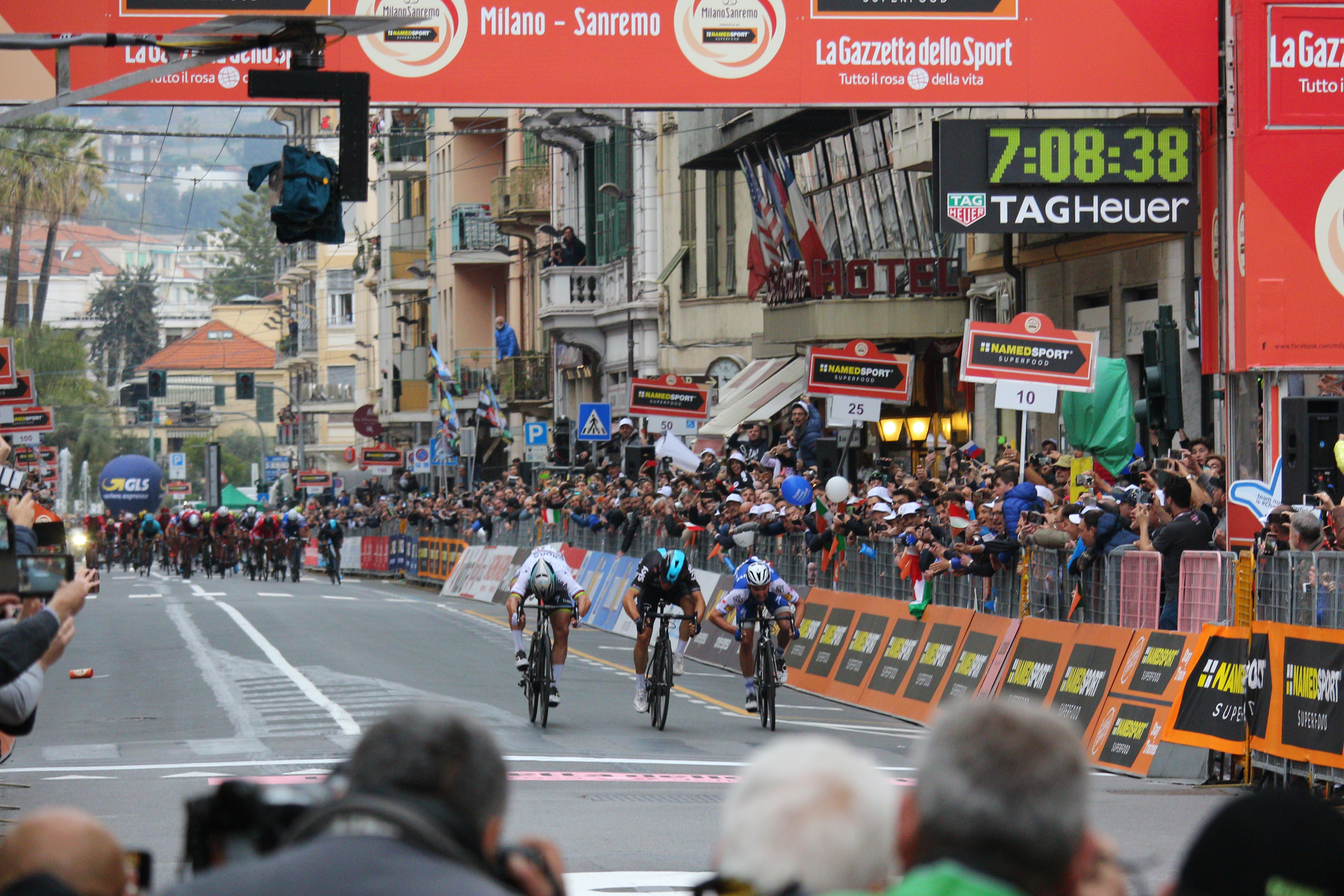
Peter Sagan (à gauche) au sprint à l'arrivée de Milan-San Remo.

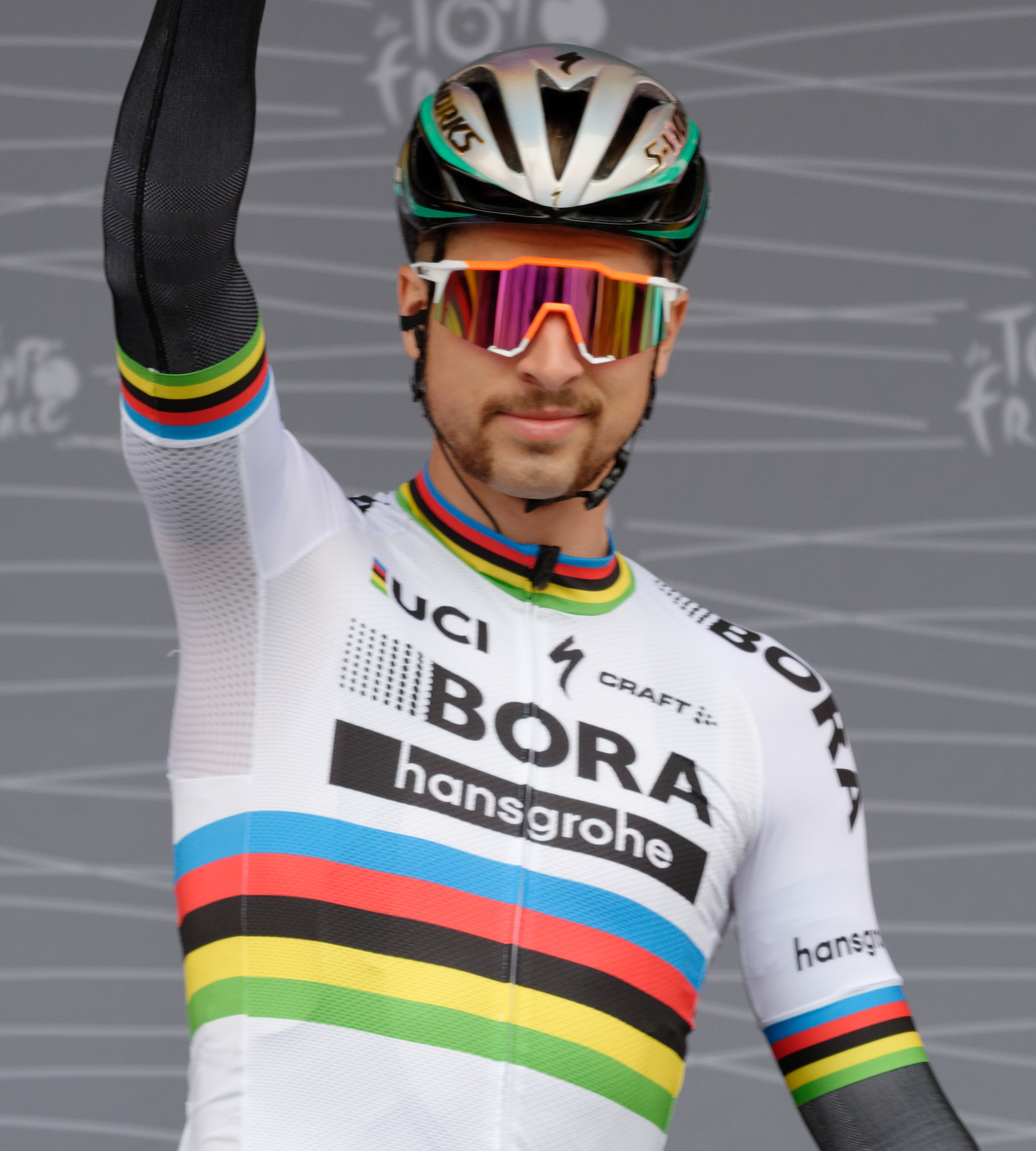
Peter Sagan au Tour de France 2017.

Avec sa nouvelle équipe, la Bora-Hansgrohe, il débute sur le Tour Down Under puis prend la deuxième place au Circuit Het Nieuwsblad derrière Greg van Avermaet, il remporte sa première victoire de la saison avec sa nouvelle équipe à l'occasion de Kuurne-Bruxelles-Kuurne en devançant Jasper Stuyven et Luke Rowe. Malade sur les Strade Bianche où il doit abandonner, il gagne deux étapes de Tirreno-Adriatico et le classement par points. À l'attaque sur le Poggio de Milan-San Remo, il se fait battre au sprint de quelques millimètres par Michal Kwiatkowski. Il n'obtient pas de victoires dans les classiques flandriennes, en abandonnant sur le Grand Prix E3, en terminant troisième de Gand-Wevelgem et en terminant loin du Tour des Flandres en subissant une chute dans le vieux Quaremont à cause d'une veste qui s'est accrochée dans son guidon, et de Paris-Roubaix avec deux crevaisons. En juin, lors du Tour de Suisse, il signe deux victoires d'étape au sprint en dominant largement les débats, pour signer ses 15e et 16e victoires d'étapes sur cette compétition, tout en remportant le classement aux points. Comme en 2016, il termine deuxième du championnat de Slovaquie derrière son frère Juraj.
Lors du Tour de France, il remporte la troisième étape à Longwy. Au soir de la quatrième étape, il est déclassé de celle-ci puis exclu du Tour de France, à la suite d'un coup de coude qu'il donne sur la droite, provoquant une chute lors du sprint, impliquant notamment Mark Cavendish qui se trouvait en lutte à sa droite le long des barrières. Le Slovaque reconnait une part de responsabilité dans la chute de Cavendish, mais il assure ne pas avoir vu le Britannique. Cette décision partage le public, certains pensant que la sanction était méritée, d'autres qu'elle était trop lourde. C'est la première fois qu'il ne termine pas un Tour de France, et la fin de sa série de victoires au classement par points. Pour son retour à la compétition au Tour de Pologne, il remporte la 1re étape au sprint devant Caleb Ewan et Danny van Poppel ainsi que le classement par points. La semaine suivante il participe au BinckBank Tour et y remporte la première et la troisième étapes et termine meilleur sprinteur de la course. Le 8 septembre, il remporte le Grand Prix cycliste de Québec devant Greg Van Avermaet pour la deuxième année consécutive. C'est la centième victoire de sa carrière professionnelle.
Le 24 septembre 2017, il marque l'histoire du cyclisme en devenant champion du monde pour la troisième année consécutive, à Bergen en Norvège. Il y devance de quelques millimètres le local Alexander Kristoff et Michael Matthews au sprint. Il est le cinquième ainsi que le plus jeune coureur à réaliser ce triplé, après Alfredo Binda, Rik Van Steenbergen, Eddy Merckx et Óscar Freire, le premier coureur à remporter trois titres sur trois continents différents. Ce triplé est unique dans l'histoire du cyclisme, car il est le premier coureur à remporter trois titres de champion du monde sur route consécutif. Plus tard, il déclara dans son livre, qu'il avait été malade toute la semaine avant la course, et qu'il ne croyait pas en ses chances de titre. Peter Sagan finit la saison avec 12 succès dont le championnat du monde, le Grand Prix cycliste de Québec et une étape du Tour de France.

### 2018: victoire sur Paris-Roubaix et sixième maillot vert

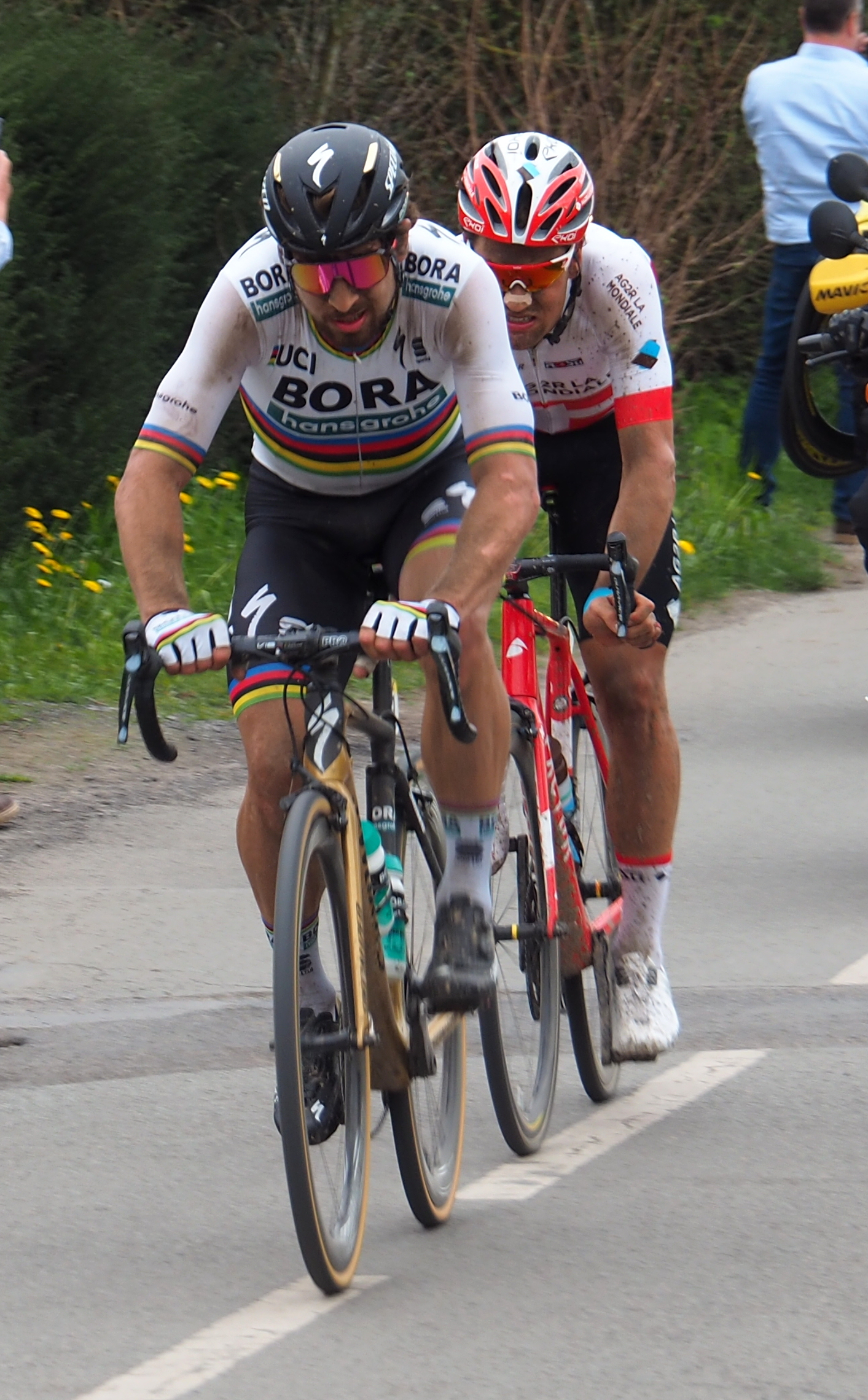
Peter Sagan accompagné de Silvan Dillier durant le Paris-Roubaix 2018.

Peter Sagan commence la saison 2018 en Australie, où il remporte la People's Choice Classic, un critérium, en s'imposant au sprint devant André Greipel et Caleb Ewan. Il prend ensuite le départ du Tour Down Under, où après avoir terminé 3e, 4e et 5e des trois premières étapes, il s'impose lors de la 4e étape en devançant au sprint Daryl Impey et Luis León Sánchez. Il prend par la même occasion la tête du classement général qu'il perd le lendemain au profit du futur vainqueur Daryl Impey. Il finit néanmoins avec le maillot de meilleur sprinteur de la course.
Début mars, il termine huitième des Strade Bianche à deux minutes du vainqueur de la course Tiesj Benoot. Il manque de réussite dans Tirreno-Adriatico où il cumule trois secondes places d'étapes. Ensuite il prend le départ de Milan-San Remo, où il est annoncé comme favori du jour, mais ne termine que sixième après une attaque décisive dans les dix dernières kilomètres de Vincenzo Nibali, qui remporte la course. La semaine suivante, il ne finit qu'à la 26e place du Grand Prix E3. Il prend sa revanche sur Gand-Wevelgem, qu'il remporte pour la troisième fois de sa carrière et égale le record de victoires sur cette course détenu par cinq autres coureurs dont Tom Boonen. Il s'impose au sprint devant Elia Viviani et Arnaud Démare. Il s'agit de son 6e podium sur la classique belge, il détient seul le record de podiums sur Gand-Wevelgem.
Après une sixième place sur le Tour des Flandres à vingt-cinq secondes du vainqueur, le Néerlandais Niki Terpstra, il prend la tête du classement individuel de l'UCI World Tour aux dépens d'Alejandro Valverde. Début avril, il prend le départ de Paris-Roubaix, où après une attaque « en facteur » à environ soixante kilomètres de l'arrivée, il rattrape les derniers membres de l'échappée matinale Jelle Wallays et Silvan Dillier. Il fait face à un problème, le guidon de son Specialized « Roubaix », celui qu'il n'utilise qu'une fois par an, est tordu. Sagan tente de taper dans la roue arrière de son adversaire pour le remettre droit. Il va finalement obtenir une clé de 4 millimètres lui permettant de redresser l'ensemble. Wallays lâche, et la victoire va se jouer entre Sagan et Dillier. Il remporte la classique française en battant le Suisse au sprint, devenant le premier coureur champion du monde en titre à gagner sur le Vélodrome de Roubaix depuis le Français Bernard Hinault en 1981. Il remporte la Reine des classiques pour la première fois de sa carrière.

Le 15 avril, cinq ans après sa dernière participation, Peter Sagan prend le départ de l'Amstel Gold Race, où il prend la quatrième place à dix-neuf secondes du vainqueur Michael Valgren, après avoir réglé au sprint le groupe de poursuivants devant Alejandro Valverde. Il redevient numéro 1 mondial au classement UCI au détriment de Christopher Froome après la course, un an après l'avoir quitté. Au mois de mai, pour la première fois depuis 2010, il ne remporte aucune étape sur le Tour de Californie. Début juin, lors du Tour de Suisse, il remporte la 2e étape au sprint devant Fernando Gaviria et Nathan Haas puis termine meilleur sprinteur de la course pour la septième fois de sa carrière, un record. Le 24 juin, il est sacré champion de Slovaquie sur route pour la sixième fois de sa carrière, en devançant au classement son frère Juraj.

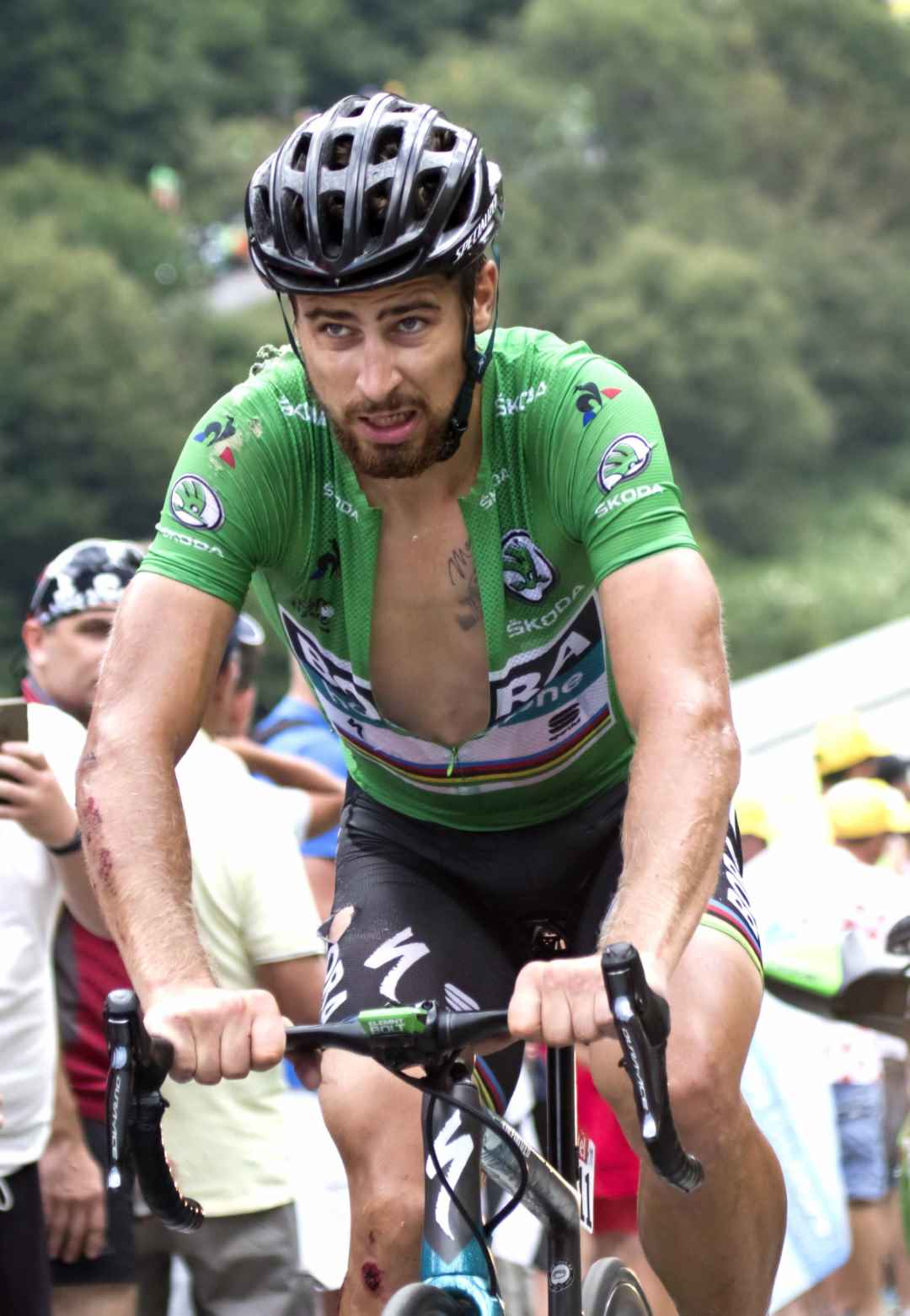
Sagan portant le maillot vert sur le Tour de France 2018

En juillet, sur le Tour de France, il remporte la 2e étape à La Roche-sur-Yon, en dominant au sprint Sonny Colbrelli et Arnaud Démare et endosse le maillot jaune qu'il portera pendant une journée. Trois jours plus tard, il remporte la 5e étape à Quimper, en s'offrant au sprint Sonny Colbrelli lors d'une étape destinée aux puncheurs. Avec cette victoire, il s'assure de conserver son maillot vert, qu'il portera le lendemain pour la 90e fois de sa carrière et bat ainsi le record d'Erik Zabel, porteur de cette tunique à 89 reprises entre 1996 et 2007. Le 20 juillet, après trois jours dans les Alpes, il remporte la 13e étape à Valence, en battant au sprint Alexander Kristoff et Arnaud Démare pour signer sa troisième victoire d'étape sur ce tour et ainsi conforter son maillot vert. Lors de la 17e étape, il chute dans la descente du col de Val-Louron, après 38 km de course, mais néanmoins il rallie l'arrivée dans les temps. Malgré cette chute qui l'a handicapé les jours suivants, il ramène le maillot vert à Paris. Peter Sagan remporte ainsi pour la 6e fois de sa carrière le classement par points du Tour de France et égale le record du sprinteur allemand Erik Zabel qui l'a remporté six fois entre 1996 et 2001. Il devient également le deuxième coureur de toute l'histoire du Tour à avoir franchi la barre des cent jours avec un maillot distinctif après Eddy Merckx.
En août, il tombe malade et abandonne à un peu moins de 100 km de l'arrivée lors des championnats d'Europe puis il termine dixième de l'EuroEyes Cyclassics. Il dispute ensuite le Tour d'Espagne où il cumule les places d'honneur : 4 fois 2e, 2 fois 3e sans remporter de victoires d'étapes et terminant deuxième au classement par points derrière Alejandro Valverde. C'est la première fois depuis le Tour de France 2015 qu'il ne gagne pas d'étape sur un grand tour auquel il participe. À la sortie de ce grand tour, il perd la tête du classement UCI World Tour au profit de Simon Yates. Lors des championnats du monde à Innsbruck, alors qu'il est le triple tenant du titre, il abandonne à plus de 70 km de l'arrivée à cause du parcours destiné aux grimpeurs. C'est lui qui remet la médaille à son successeur Alejandro Valverde. Sa saison se conclut avec 8 victoires dont Paris-Roubaix, Gand-Wevelgem et 3 étapes du Tour de France.

### 2019: septième maillot vert
Peter Sagan commence sa saison 2019 comme la précédente en Australie, où il prend la deuxième place de la Down Under Classic 2019 derrière Caleb Ewan au sprint. Il prend ensuite le départ du Tour Down Under, où après avoir terminé 8e et 3e des deux premières étapes, il remporte la 3e étape au sprint en devançant Luis León Sánchez et Daryl Impey. Après un passage sans grande réussite sur le Tour de San Juan, il effectue ensuite un stage en Sierra Nevada pour préparer les classiques. Il part ensuite en Italie pour Tirreno-Adriatico où il ne remporte aucune étape, terminant à la 2e place de la 3e étape derrière Elia Viviani. Lors de Milan-San Remo, il fait partie d'un groupe de 10 coureurs qui se forme dans le terrible Poggio, il prend finalement la 4e place du monument remporté par le coureur Français Julian Alaphilippe.

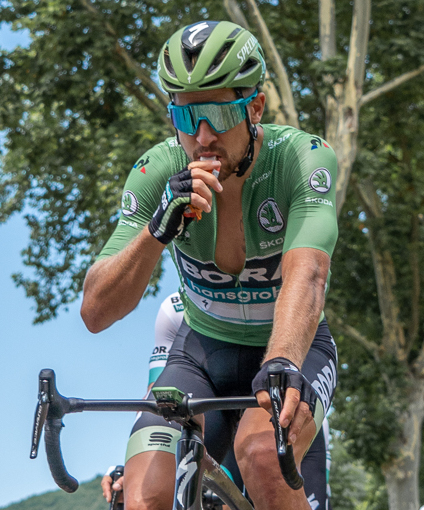
Peter Sagan avec le maillot vert du Tour de France 2019.

La semaine suivante, lors du Grand Prix E3, il termine à la 17e place. Sur Gand-Wevelgem, il est dans l'échappée matinale, mais il est repris à 20 km de l'arrivée et prend la 32e place. Sur le Tour des Flandres, il prend la 11e place à une quinzaine de secondes de l'Italien Alberto Bettiol. Vient ensuite Paris-Roubaix où il remet son titre en jeu. Ne pouvant suivre le Belge Philippe Gilbert, futur vainqueur de la course, Sagan prend la cinquième place. Sa campagne des classiques flandriennes se conclut sans victoire ni podium, une première pour lui depuis la saison 2015. Le 21 avril, il prend le départ de l'Amstel Gold Race. Lâché du groupe de tête à 35 km de l'arrivée, il décide d'abandonner. Le mercredi suivant, il s'engage sur la Flèche wallonne, où il abandonne à nouveau avant même la seconde ascension du mur de Huy. Alors qu'il devait participer pour la première fois à Liège-Bastogne-Liège, il déclare finalement forfait pour se préparer pour la suite de la saison.
Au mois de mai, il participe au Tour de Californie où il remporte la 1re étape au sprint portant son total à 17 victoires sur la course américaine. Le mois suivant, après avoir terminé 2e de la deuxième étape du Tour de Suisse, il remporte la suivante, sa 17e sur la course helvétique, et revêt le maillot de leader qu'il conserve trois jours, tout en terminant à la 3e et 2e place des étapes remportées par Elia Viviani. Il remporte également pour la 8e fois le classement par points de la course. Fin juin, il termine quatrième du championnat de Slovaquie, une course remportée par son frère Juraj. Pour la première fois depuis le 14 juin 2011, il ne portera aucun maillot distinctif.
Lors du Tour de France, il est battu de peu par Mike Teunissen lors de la 1re étape et termine quatrième lors de la 4e étape après avoir endossé le maillot vert la veille. Le lendemain, il remporte la 5e étape à Colmar au sprint devant Wout van Aert et Matteo Trentin. Après la première étape de montagne, Il finit 3e et 5e des deux étapes suivantes et termine 5e et 4e des deux dernières étapes avant les Pyrénées. Après la dernière journée de repos, il prend la 4e place de la 16e étape. Il passe les Alpes sans aucun problème et termine 10e de l'étape des Champs-Élysées. Peter Sagan remporte donc pour la 7e fois de sa carrière le classement par points du Tour de France et dépasse le sprinteur allemand Erik Zabel qui l'a remporté six fois entre 1996 et 2001. Il devient également le second coureur à remporter sept fois un même classement, égalant Richard Virenque, vainqueur de sept Grand Prix de la montagne entre 1994 et 2004.
Le mois suivant, il reprend la compétition sur l'EuroEyes Cyclassics, où il attaque dans le Waseberg, et termine finalement à la 6e place d'un sprint remporté par Elia Viviani. Le mois suivant, il se classe deuxième du Grand Prix cycliste de Québec, puis termine dans un premier groupe au Grand Prix cycliste de Montréal sans pouvoir se battre pour la victoire. Il termine sa préparation sur la Primus Classic et la Gooikse Pijl, où il roule pour Pascal Ackermann. Lors des championnats du monde qui se déroulent dans des conditions difficiles, il ne suit pas l'attaque de Mathieu van der Poel, mais parvient à se ressaisir pour prendre la 5e place à 43 secondes de Mads Pedersen. Fin octobre, il se rend à la présentation du Tour d'Italie 2020 et annonce qu'il participera pour la première fois à la course italienne. Sagan termine la dernière année de la décennie avec 4 victoires d'étapes.

### 2020: une étape sur le Tour d'Italie
Pour cette nouvelle saison, Sagan change ses habitudes et ne se rend pas en Australie puisqu'il décide de débuter en Argentine, sur le Tour de San Juan. Il ne remporte aucune étape, mais monte en puissance au fil des étapes, passant de la 6e à la 2e place. Après sa reprise en Argentine, il se rend en Colombie pour y effectuer un stage d’entraînement en altitude. Alors qu'il devait faire sa rentrée européenne sur les Strade Bianche, Tirreno-Adriatico et Milan San-Remo, les organisateurs décident de les reporter en raison de la propagation du coronavirus en Italie, Sagan décide donc de se rabattre sur Paris-Nice, où il n'était plus venu depuis 2011. Lors de la première étape, à la suite d’une cassure, il se retrouve dans un deuxième groupe, mais parvient à rentrer et travaille pour Maximilian Schachmann, qui remporte l’étape. Le lendemain, le scénario est proche de celui de la veille, mais cette fois, Sagan est à l’avant, et est à l’origine d’une bordure avec son équipe. Ce sont 4 Bora qui se trouvent dans le premier groupe de 11 coureurs. Dans les derniers mètres, il lance le sprint pour son équipier Pascal Ackermann, d'un peu trop loin, celui-ci ne parvient pas à s’imposer et se classe second. L'étape suivante est plus calme que les précédentes, mais en fin d'étape, Ackermann est victime d'une crevaison, Sagan endosse donc le rôle de sprinteur. Dans le final, il est bien placé, mais doit se contenter de la deuxième place, seulement battu par la puissance de Garcia Cortina. Lors de la cinquième étape, il arrache la 3e place en étant coincé dans la boîte, contrairement au vainqueur Niccolò Bonifazio. Ayant effectué le travail pour Schachmann, il décide d'abandonner lors de la dernière étape, tandis que son leader s'impose au classement général.
Après cette épreuve, toutes les courses sont annulées à cause de la pandémie de coronavirus, mais malgré cela, Sagan garde son sens de l'humour en postant une vidéo, où il réalise des squats sur une fitball avec un masque de gladiateur. Il adresse également un message à ses fans : « Je suis chez moi et j'espère que vous allez bien. J'ai besoin de faire quelque chose pour être prêt la prochaine fois qu'on se verra. Restez chez vous et profitez de ces moments avec vos proches ». Plus tard, il apparaît sur le réseau social Instagram où il répond aux questions des fans depuis Monaco. Il dit s'entraîner sur des rouleaux, mais à la question sur les courses virtuelles, il déclare : « Je suis un vrai coureur, pas un virtuel ». Le 4 mai, date de la fin du confinement, il s'entraîne pour la première fois en extérieur depuis sept semaines. Le 19 mai, le journal L'Équipe dévoile son salaire : il touche 5 millions d'euros par an, faisant de lui le cycliste le mieux payé au monde. En juin, avec son équipe, il effectue un stage dans l'Ötztal, en Autriche, et en profite pour annoncer son nouveau programme. Il débutera début août aux Strade Bianche et enchaînera avec Milan-Turin et Milan-San Remo, avant le Critérium du Dauphiné et le Tour de France. Puis il devrait aller aux mondiaux, ainsi que sur le Tour d'Italie, comme annoncé quelques mois plus tôt. Il ne se rendra donc pas sur les classiques flandriennes qui doivent se dérouler en plein Giro. Il explique : « Dans mon programme avant le confinement, il y avait le Giro et après la publication du nouveau calendrier, je voulais tenir ma parole et être présent au départ de la course rose ». En échange de sa participation, il publie plusieurs vidéos où il fait la promotion de la culture italienne dans plusieurs domaines.
Le 1er août, après plus de quatre mois d'arrêt, le cyclisme reprend avec les Strade Bianche, Sagan s'y aligne, mais ne parvient pas à suivre le rythme et abandonne la course. Quatre jours plus tard, sur Milan-Turin, course habituellement pour grimpeurs, dont le parcours est pour la première fois favorable aux sprinteurs, Sagan évite une chute grâce à un rattrapage, c'est lui qui lance ensuite le sprint, mais est débordé par Arnaud Démare, futur vainqueur de l’épreuve, Sagan termine à la 4e place. Sur Milan-San Remo, il reste en retrait dans le Poggio, où Wout van Aert et Julian Alaphilippe attaquent. Le duo se dispute la victoire, tandis que dans le groupe de poursuivants, Sagan est battu au sprint par Michael Matthews et doit se contenter une nouvelle fois de la 4e place. La semaine suivante, il prend pour la première fois le départ du Critérium du Dauphiné, course réservée aux grimpeurs. Il y joue un rôle d'équipier et abandonne lors de la dernière étape. Il ne se rend ni au championnat de Slovaquie ni au championnat d'Europe.
Le 29 août, il prend le départ du Tour de France à Nice. La 1re étape se déroule dans de mauvaises conditions climatiques, Sagan évite les nombreuses chutes et termine finalement à la 5e place. Le lendemain, il s'échappe en compagnie de 6 autres coureurs, ce qui lui permet de réduire son retard au classement par points en prenant la 2e place du sprint intermédiaire, avant de décrocher dans le col de Turini. Lors de l'étape suivante, c'est lui qui lance le sprint, mais de trop loin, il se fait dépasser et ne termine qu'à la 5e place. Par sa régularité, il récupère le maillot vert. Deux jours plus tard, il le perd en terminant 4e, juste derrière le nouveau porteur Sam Bennett. Il participe au coup de force de son équipe lors de la 7e étape qui piège de nombreux sprinteurs dont le maillot vert, cela permet à Sagan de récupérer la tunique malgré sa 13e place à la suite d'un saut de chaîne dans le sprint final. Le lendemain de la journée de repos, il perd une nouvelle fois le maillot en terminant à la 3e place. Lors de l'étape suivante, il réalise sa meilleure performance en finissant 2e, cependant, il est déclassé pour un coup d'épaule sur Wout van Aert. Ses 30 points marqués lui sont supprimés, ainsi que 13 points de pénalité. Après cet incident, il se retrouve avec 68 points de retard au classement par points. Durant la 14e étape, son équipe travaille une bonne partie de la journée pour distancer Bennett, une mission accomplie, Sagan finit 4e et revient à 43 points. Malgré cela, les jours suivants, Bennett lui reprend des points lors des sprints intermédiaires. La 19e étape est synonyme de dernière chance, Sagan ne peut faire mieux que 9e, une place derrière son rival irlandais. Lors de la 21e et dernière étape, Bennett s'octroie définitivement le maillot vert en remportant l'étape. Sagan termine à la troisième place de l'étape, et à la deuxième au classement par points, c'est la première fois qu'il rallie Paris sans ramener la tunique. Il renonce à participer aux mondiaux d'Imola, sur un tracé dessiné pour grimpeurs, pour se concentrer sur la fin de saison.
Le 3 octobre, il prend le départ de son premier Tour d'Italie. Dès la 2e étape, il termine à la 2e place, derrière Diego Ulissi. Il s'empare du maillot bleu de leader du classement de la montagne, l'arrivée étant jugée sur une bosse. Il le cède le lendemain avec la difficile montée de l'Etna. Lors de la 4e étape, il est devancé par Arnaud Démare à la photo-finish, cette deuxième place lui permet d'endosser le maillot cyclamen. Deux jours plus tard, il le perd après une 8e place, le nouveau leader étant Démare, vainqueur de l'étape. Le jour suivant, il finit à la 2e place, une nouvelle fois battu par le Français. En interview, Sagan a déclaré ne pas avoir apprécié la trajectoire de son adversaire, qui aurait pu le pousser dans les barrières. Lors de la 10e étape, sur un parcours vallonné, Sagan s'échappe dès les premiers kilomètres en compagnie de six autres coureurs, avant de réaliser un numéro en lâchant son dernier compagnon d'échappée Ben Swift à 10 kilomètres de l'arrivée, et de résister aux leaders pour s'imposer en solitaire à Tortoreto, 461 jours après son dernier succès. Ainsi, il compte désormais au moins une victoire dans chacun des trois grands tours. Il termine une nouvelle fois 2e sur la 11e étape. La 13e étape pouvait lui convenir, mais le rythme imposé par les leaders dans la dernière ascension lui a été fatal. Il faut attendre la 19e étape pour revoir un parcours plat, la formation Bora roule derrière l'échappée pendant plus d'une heure, avant d'abdiquer, faute de soutien de la part des autres équipes. Il termine ce Tour d'Italie à la 92e place au classement général, et à la 2e du classement par points. La saison 2020 de Sagan, perturbée par le pandémie, se conclut avec une seule victoire.

### 2021: maillot cyclamen du Giro
Comme l'année précédente, Sagan doit commencer sa saison au Tour de San Juan, mais l'épreuve est annulée en conséquence des conditions sanitaires en Argentine. Il décide donc de préparer sa saison en Espagne mais il est testé positif à la Covid-19 tout comme son frère Juraj et son coéquipier Erik Baška, il doit stopper sa préparation et reporter sa rentrée, puisqu'il devait débuter en Belgique. Il rate également les Strade Bianche et débute finalement sur Tirreno-Adriatico, épreuve dans laquelle il ne réussit pas à terminer une seule fois dans les dix premiers, ses meilleures places étant 11e et 14e lors des 1re et 6e étapes. En manque de forme, il s'aligne toutefois sur Milan-San Remo, course où il a brillé par le passé. Il y termine une nouvelle fois avec les meilleurs en finissant 4e comme en 2019 et 2020. Après la classique italienne, Sagan ne s'aligne ni sur le Grand Prix E3 Saxo Bank Classic ni sur Gand-Wevelgem comme il le faisait dans le passé, mais il prend la direction de l'Espagne pour participer pour la première fois au Tour de Catalogne. La plupart des étapes sont favorables aux grimpeurs, sauf la 6e étape qu'il parvient à remporter au sprint en devançant Daryl Impey et Sebastián Molano. Il ouvre donc son compteur pour l'année 2021. Il prend ensuite la direction de la Belgique pour disputer la seule classique flandrienne à son programme, le Tour des Flandres. Pas encore en grande forme, il se fait lâcher dès les premières attaques des favoris et se retrouve dans un troisième groupe. Il parvient tout de même à se ressaisir en prenant la 15e place à deux minutes du vainqueur, le Danois Kasper Asgreen. C'est à cette période que de nombreuses rumeurs interviennent concernant son avenir et un possible départ de l'équipe Bora, notamment avec la Quick Step. Afin de monter en puissance, il s'engage sur le Tour de Romandie, une première depuis 2010. Il y remporte la 1re étape au sprint devant Sonny Colbrelli et Patrick Bevin, puis termine à la 3e place de la 3e étape.
En mai, il prend part à son deuxième Tour d'Italie. Il termine 5e du premier sprint lors de la 2e étape. Le lendemain, ces équipiers roulent une bonne partie de l'étape afin de lâcher certains sprinteurs dans les quelques bosses du parcours, mais ne parviennent pas à revenir sur le dernier coureur échappé, le Belge Taco van der Hoorn qui remporte la victoire. Quant à Sagan, il finit 3e, devancé par Davide Cimolai lors du sprint du peloton. Il est une nouvelle fois bien placé sur la 5e étape, où il prend la 5e place. Parmi les favoris de la 7e étape jugée après un passage difficile dans le final, il évite la chute dans les derniers mètres et termine hors du top 10, à la 14e position. Lors de la 10e étape, son équipe accélère à 40 kilomètres de l'arrivée afin de distancer les sprinteurs les moins à l'aise dans l'unique côte du parcours. Dylan Groenewegen, Tim Merlier ou encore Giacomo Nizzolo sont distancés et ne reviendront pas. Bien emmené lors du sprint, Sagan s'impose à Foligno en prenant le meilleur sur Fernando Gaviria et Davide Cimolai. Il signe son premier succès sur ce Giro, son troisième de la saison. Par la même occasion, il prend la tête du classement par points. Quelques jours plus tard, il termine à la 3e place de la 13e étape et ne compte plus que 9 points d'avance au classement par points sur Giacomo Nizzolo, le vainqueur de l'étape, mais celui-ci abandonnera deux jours plus tard. L'écart monte donc à 22 points entre Sagan et Cimolai. La 18e étape est la dernière pour les sprinteurs, Sagan laisse partir l'échappée et empêche ses concurrents d'y rentrer, une réussite puisque celle-ci se dispute la victoire. Il sécurise son avance et ramène le maillot cyclamen à Milan. C'est la première fois qu'il remporte le classement par points sur la course italienne. Durant la course, de nouvelles rumeurs interviennent, envoyant le Slovaque dans l'équipe française Total. Le 20 juin, il est sacré champion de Slovaquie sur route pour la septième fois de sa carrière. Il s'impose avec plus de trois minutes d'avance sur son dauphin.
Le 26 juin, il commence son dixième Tour de France. Les deux premiers jours correspondant plus aux puncheurs, il attend la 3e étape pour pouvoir s'exprimer. Celle-ci est marquée par de nombreuses chutes sur des routes piégeuses. Sagan se retrouve bien placé dans un peloton d'une vingtaine de coureurs, mais à 200 mètres de la ligne, Caleb Ewan chute et l'entraîne au sol. Tandis que l'Australien abandonne, le Slovaque a lui une profonde plaie au niveau de la hanche et un hématome. Malgré la douleur, il participe aux sprints des 5e et 7e étapes, où il prend à chaque fois la 5e place. Les jours suivants, son état s'améliore progressivement et il peut donc traverser les Alpes sereinement. Une nouvelle journée de plat intervient lors de la 10e étape. Cette fois-ci, mal placé, il ne peut faire mieux que 8e. Au lendemain du Ventoux se déroule la 12e étape. Sagan n'y prend pas part, il explique que son genou allait mieux, mais qu'il s'est cogné sur son guidon pendant le précédent sprint. C'est la première fois qu'il abandonne la course avant la fin, hormis son exclusion de 2017. Dans les jours qui suivent, il doit subir une opération du genou. De plus, il se retrouve obligé de déclarer forfait pour les Jeux olympiques de Tokyo.
Fin juillet, Bora-Hansgrohe annonce le départ de Sagan à la fin de la saison, après cinq saisons dans la formation allemande. Le 3 août, Sagan signe un contrat de deux ans dans l'équipe française TotalÉnergies, qui évolue en deuxième division et qui se fixe le but de passer en première division. Le Slovaque ne débarque pas seul en Vendée, ses deux fidèles équipiers Daniel Oss et Maciej Bodnar l'accompagnent, ainsi que quelques membres de son staff. Le triple champion du monde déclare se fixer les classiques, les étapes et les classements par points des grands tours comme objectifs. De plus, il aura une certaine liberté en variant son programme en ajoutant quelques épreuves de gravel et de VTT cross-country.
Il reprend la compétition fin août au Benelux Tour, mais son retour ne se passe pas comme prévu puisqu'il il chute dès la première étape. Toutefois, il parvient à rester compétitif, notamment en devançant les meilleurs sprinteurs lors de la 3e étape. Ce jour-là il termine 6e en étant seulement battu par les échappées. Les deux jours suivants, il finit à la 4e place, avant de terminer 10e de l'étape flandrienne. La semaine suivante, il est au départ des championnats d'Europe, mais il abandonne la course rapidement après le rythme d'enfer imposé sur un parcours difficile. En septembre, Sagan participe pour la première fois à son tour national, le Tour de Slovaquie. 10e du prologue, il est devancé au sprint par Alvaro Hodeg lors de la première étape, puis le lendemain par le coéquipier de ce dernier Jannik Steimle. Il prend la tête du classement général après la troisième étape qu'il termine à la 3e place. Lors de la dernière étape, épaulé par ses coéquipiers Daniel Oss, Maciej Bodnar et le jeune Frederik Wandahl, Sagan fait exploser le peloton et élimine Hodeg, son principal concurrent. Il termine encore une fois 2e, ce qui ne l'empêche pas de remporter à la fois le classement général et le classement par points. 
Le 26 septembre, Sagan prend part à la course en ligne des mondiaux. Il passe une bonne partie de la course à l'avant, mais il ne parvient à suivre l'attaque du futur champion du monde Julian Alaphilippe. Il termine à une anodine 26e place. La semaine suivante, il participe à Paris-Roubaix sa dernière course de la saison et sa dernière avec la Bora. Pour la première fois en automne, la course se déroule sous la pluie. Sagan est victime d'une lourde chute à plus de 130 km de l'arrivée. Il repart quelques secondes plus tard mais sans pouvoir revenir sur le peloton. Il finit finalement à la 57e place. Il achève sa saison avec 5 succès.

### 2022: nouvelle équipe, saison en demi-teinte
2022 est une année de changement pour Sagan, désormais coureur de l'équipe française TotalEnergies, mais comme l'année précédente il doit retarder sa préparation puisqu'il est testé positif à la Covid-19, il ne peut donc rejoindre son équipe en stage à Calp en Espagne, lieu où il avait effectué un premier stage en décembre. Il ne commence sa saison que fin février au Tour des Alpes-Maritimes et du Var, une course au profil montagneux où il continue sa préparation. La semaine suivante, c'est le traditionnel week-end des classiques belges de début de saison avec le Circuit Het Nieuwsblad et Kuurne-Bruxelles-Kuurne, il y termine loin à cause de son manque de préparation. En mars, il connaît son premier bon résultat sur Tirreno-Adriatico en prenant la 4e place de la 2e étape. Mais le lendemain matin, il ne peut prendre le départ en raison d'une fièvre et de douleurs à l'estomac. La semaine suivante, il participe à la plus ancienne course du calendrier encore disputée Milan-Turin, qu'il termine à la 5e place. Milan-San Remo, premier monument de la saison est l'un des objectifs du Slovaque, mais il doit rapidement dire adieu en ses chances, il est en effet victime d'un problème mécanique juste avant la décisive ascension de la Cipressa. Les classiques flandriennes débutent la semaine suivante avec l'E3 Saxo Bank Classic et Gand-Wevelgem, deux courses dans lesquelles Sagan se fait lâcher rapidement. Souffrant d'un problème physique, il déclare forfait pour le Tour des Flandres. Il ne reprend la compétition que quelques jours plus tard au Circuit de la Sarthe mais doit abandonner dès la 2e étape.

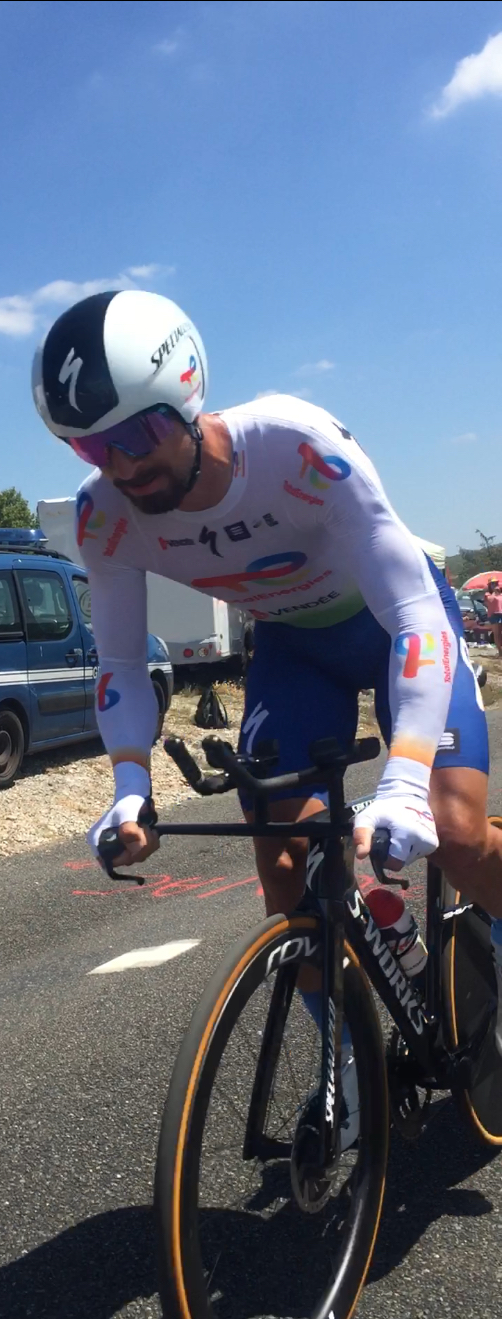
Peter Sagan lors de la 20e étape du Tour de France 2022.

Après une pause de plusieurs semaines, il s'envole pour l'Utah afin de préparer la seconde partie de saison. De retour en juin, il remporte la troisième étape du Tour de Suisse au sprint, sa première victoire sous les couleurs de sa nouvelle équipe. Il est testé positif au SARS-CoV-2 à l'issue de la septième étape, ce qui le contraint à renoncer à terminer l'épreuve. Remis rapidement, il s'adjuge, la semaine suivante, le titre de champion de Slovaquie sur route pour la huitième fois de sa carrière.
En juillet, il prend part une nouvelle fois au Tour de France qui part pour la première fois au Danemark. Lors de la 2e étape, il évite la chute à plusieurs reprises dans le final et se classe 6e. Le lendemain, Sagan est bien placé dans le sprint final et passe près de la victoire en prenant la 4e place. Il passe la ligne d'un air furieux, estimant que le Belge Wout van Aert a sprinté irrégulièrement, mais les commissaires ne déclasseront pas ce dernier. C'est justement le coureur Belge qui s'imposera en solitaire lors de 4e étape, Sagan terminant quelques secondes plus loin dans le peloton (5e). Lors de l'étape suivante, celle des pavés, il chute peu avant l'entrée du premier secteur, mais poursuit la course sans gravité. Dans une édition marquée par de nombreuses étapes accidentées et montagneuses, il faut attendre la 15e étape pour revoir un sprint massif, Sagan terminant une nouvelle fois à la 4e place. Quelques jours plus tard, lors de la 19e étape, le Slovaque fait rouler ses hommes dans le final pour revenir sur les derniers échappées, mais la fin d'étape se faisant à vive allure, il est contraint de se relever dans le dernier kilomètre et termine au-delà du top 30. Il obtient une nouvelle place d'honneur en se classant 5e de la dernière étape.
Il fait son retour le mois suivant sur la BEMER Cyclassics, il se retrouve pris dans une chute qui le retarde et l'empêche de jouer la victoire, il doit se contenter de la 31e place. En difficulté en cette fin août, il termine très loin au classement de la Bretagne Classic, il se rend au Canada pour participer aux classiques canadiennes et préparer les mondiaux, il abandonne rapidement les deux courses, étant diminué physiquement. Sans trop de repère, il s'envole pour Wollongong, en Australie, pour sa dernière course de la saison, les championnats du monde. Il reste dans le peloton toute la course, tandis que Remco Evenepoel s'envole pour la victoire, le peloton revient dans les derniers mètres sur les coureurs intercalés, Peter joue donc le sprint pour les places d'honneurs et prend finalement une belle 7e place. En octobre, il dispute les mondiaux de gravel, discipline récente, il y finit 14e. Il termine sa saison 2022 avec 2 victoires.

### 2023: dernière saison en World Tour

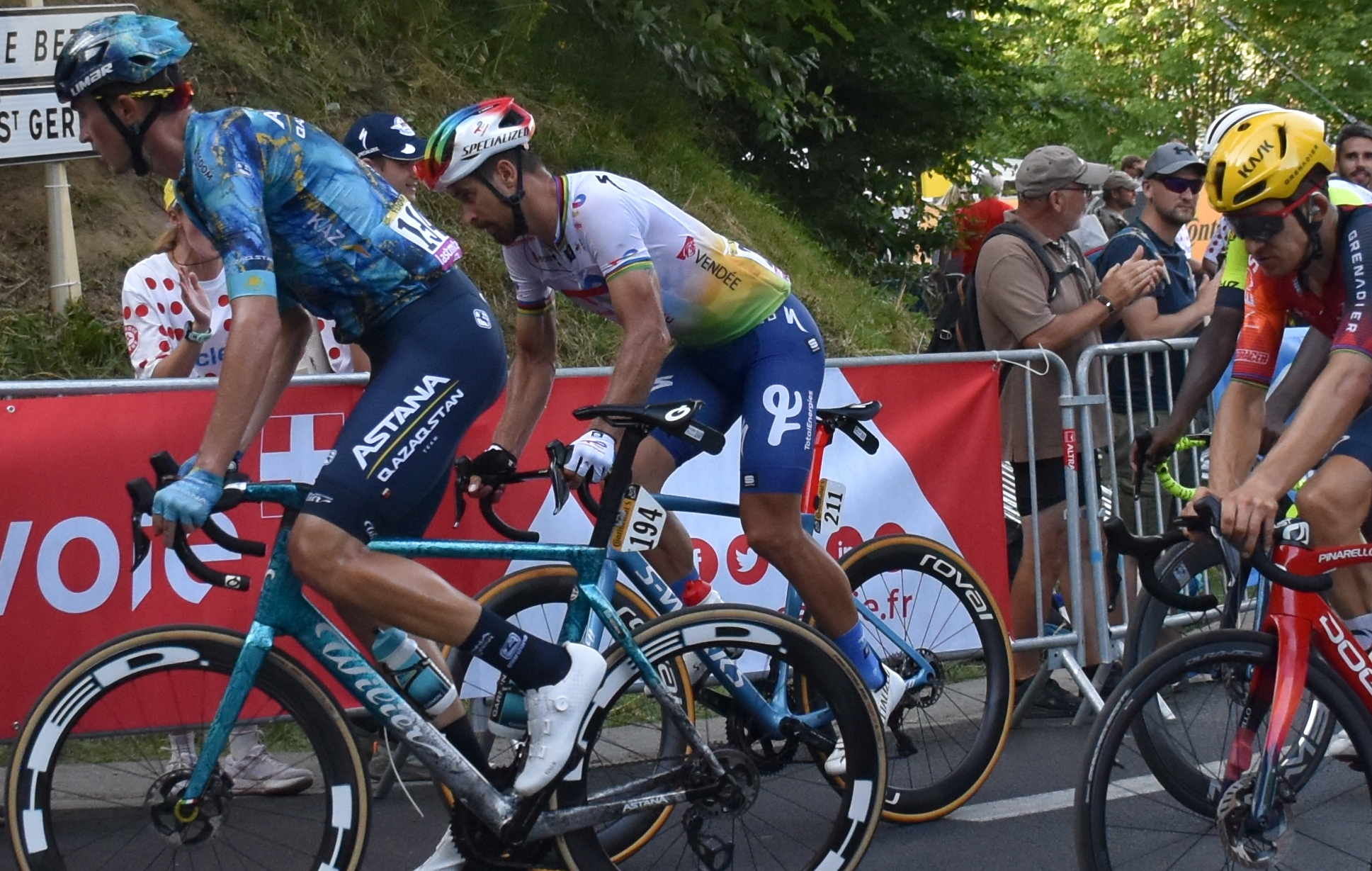
Peter Sagan, n°211, lors de la du Tour de France 2023

Peter Sagan commence sa saison au Tour de San Juan 2023. Il ne remporte aucune étape, mais termine six fois dans le top 10, démontrant une bonne préparation hivernale, et n'étant devancé que par Fernando Gavriria sur la quatrième étape. À la fin de la compétition, Peter Sagan annonce sur ses réseaux sociaux qu'il dispute sa dernière saison professionnelle sur route. Il ambitionne pour 2024 de revenir au VTT et de disputer les Jeux olympiques d'été à Paris. En février, il reste en Argentine avec son fidèle coéquipier Daniel Oss pour préparer les classiques flandriennes, où il reste invisible. Il est de même sur le Tirreno-Adriatico, où son meilleur résultat est une onzième place sur la deuxième étape remportée par Fabio Jakobsen.
En préparation pour son dernier Tour de France, il dispute d'abord les Quatre Jours de Dunkerque, où il finit huitième du classement général mais ne remportant aucune étape, ne faisant pour meilleur résultat que quatrième de la deuxième étape. Il participe ensuite au Tour de Suisse, une de ses compétitions de prédilection (vainqueur de dix-huit étapes), et se classe cinquième de la seule étape disputée au sprint. Pour sa dernière course avant le Tour de France, les championnats de Slovaquie, Sagan chute à l'arrivée et ne peut empêcher Matúš Štoček de lever les bras. Il doit se contenter d'une deuxième place et de la médaille d’argent.
Pour son dernier Tour de France, le Slovaque n'est que l'ombre de lui même et loin de son niveau de l'année précédente, n'ayant pour meilleur résultat qu'une huitième place. Il déclare à la fin du Tour être que c'est « mieux pour lui de partir». Sa dernière course est le Tour de Vendée qu'il termine en neuvième position.

### 2024: dernières courses
Comme annoncé en 2023 et après avoir pris sa retraite du peloton professionnel sur route, il vise en 2024 une participation aux Jeux olympiques de Paris en VTT. Il rejoint l'équipe continentale slovaque Pierre Baguette Cycling pour cette saison. En février, il est opéré au cœur pour traiter une arythmie cardiaque, sans que cela ne remette en cause son objectif. Lors d'une course de VTT, son pouls s'était mis à dépasser les 200 battements par minute. À nouveau opéré en mars, il reprend l'entraînement au début du mois d'avril et reprend la compétition sur route en mai à l'occasion du Tour de Hongrie. Il termine 18e de la première étape. Il n’obtient pas sa qualification pour les Jeux olympiques à cause de ses problèmes cardiaques et d’un manque de compétition dans la discipline. Fin juin, il participe à sa dernière course professionnelle sur route à l'occasion du Tour de Slovaquie. Il arrête sa carrière le 21 juillet, après avoir terminé deuxième du championnat slovaque de VTT.

## Profil d'un «phénomène»
Considéré comme un coureur complet, Peter Sagan est présent à différents moments de la saison. Matthew White dit ainsi « Peter Sagan affecte la façon dont tout le monde court. Il est le meilleur cycliste au monde. Ce qui va affecter la course des gens, c'est suivant comment il va». Il est surtout un spécialiste des terrains vallonnés où il joue régulièrement les premiers rôles, comme sur Milan San-Remo où son punch lui permet d'attaquer dans le redoutable Poggio même si toutefois, il n'a jamais gagné le monument italien.
Sur les pavés, et notamment sur les classiques flandriennes, il est un des meilleurs coureurs, il a d'ailleurs remporté les plus grandes courses comme le Grand Prix E3, Gand-Wevelgem ou encore le Tour des Flandres. Cette réussite est dû à sa jeunesse où il pratique le VTT. Sur Paris-Roubaix, sa course préférée, il est moins chanceux comme en 2017 où il est victime de deux crevaisons dans des moments importants néanmoins l'année suivante, il parviendra à remporter l'enfer du nord à la suite d'une attaque loin de l'arrivée.
Il est un des coureurs les plus offensifs du peloton comme l'atteste ses différentes victoires, sur le Tour de France 2016, il est à l'origine d'un coup de bordure, à une dizaine de kilomètres de l'arrivée en compagnie d'un de ses équipiers et de deux coureurs de la Sky, il remportera l'étape. Avec ce style, il est considéré dès le début de sa carrière comme le petit-fils d'Eddy Merckx, Sagan répondra à cela : « Je ne veux pas être le second Eddy Merckx, mais le premier Peter Sagan ». Durant les meilleures années de Sagan, le champion belge déclara : « Sagan me fait penser à De Vlaeminck. Il est aussi complet et, comme Roger, c'est un gagneur, un battant qui n'a pas peur de se mouiller », ou « J’aime son style, c’est un battant, un guerrier, qui attaque de loin et installe du mouvement. Et j’aime le personnage, extraverti. Par ses déclarations, Sagan donne de la couleur au cyclisme ».
Si une course doit définir Sagan, c'est le championnat du monde. Il en a gagné trois d'affilée, dans trois continents différents et avec trois scénarios différents. Comme à Richmond, en 2015, il remporte la course grâce à une attaque dans la dernière bosse. Le maillot arc-en-ciel est devenu son emblème. Sur le Tour de France 2016 où il porte pour la 1re fois le maillot jaune, il déclare : 

« Si je perds le jaune, j'ai le vert. Si je perds le vert, j'ai le maillot arc-en-ciel. »

Excellent sprinteur, il remporte régulièrement le classement par points du Tour de Suisse, du Tour de Californie, mais surtout du Tour de France. Sa polyvalence lui permet d'être un redoutable concurrent quel que soit le profil de l'étape,. En 2014 et 2015, Peter Sagan remporte le maillot vert du Tour de France sans avoir gagné la moindre étape. Ses nombreuses places d'honneurs, sur plaine et en terrain vallonné, lui ont permis d'accéder à ce maillot. Les autres années, pour aller chercher ce maillot, il se glisse dans des échappées en montagne et dispute régulièrement les sprints intermédiaires. En plus du maillot vert, il porte régulièrement un maillot distinctif, et en a même eu un pendant 8 ans (hors championnats et contre-la-montre), soit entre le 14 juin 2011 et le 23 juin 2019.
Surnommé Hulk en raison de ses maillots verts, il porte également le surnom de Terminator dès son plus jeune âge, puis Tourminator après ses premiers succès, et également celui de Chuck Norris et Rambo. Fan du Joker, il utilise régulièrement sa célèbre devise « Why so serious », qu'il cite plusieurs fois dans son livre, et qu'il arbore comme tatouage sur le torse. Il parodie à plusieurs reprises des scènes de films, comme Grease avec sa femme.
Sagan fait partie des coureurs les plus populaires du peloton. Dès son plus jeune âge, il fait le show pendant et en dehors des courses, comme sur le Tour 2012 où il fait de drôles de célébrations (Hulk, Forrest Gump) pour honorer des paris avec ses amis et ses équipiers. Il explique le spectacle qu'il donne lors de ses triomphes en ces mots : « Quand j'étais petit, j'adorais regarder Valentino Rossi. Tout le monde voulait qu'il gagne pour voir comment il allait se comporter et j'ai vraiment envie de ça moi aussi ». Cette popularité va augmenter au fil des années par l'attitude du coureur, comme quand il exécute une roue arrière (wheeling) ou encore lorsqu'il signe son livre en pleine ascension du Tourmalet. Il se fait également remarquer à la suite d'interviews parfois décalés, mais le coureur déclare s'ennuyer en course. « Quand on voit Sagan gagner on se dit que c'est quelqu'un de bien qui a gagné et on se dit que c'est aussi quelqu'un qui va faire du bien au cyclisme. Tous les cyclistes savent que quand Sagan gagne, ça donne une bonne image du cyclisme et donc chaque personne en profite indirectement. Chaque sport est à la recherche d'un ambassadeur charismatique, de quelqu'un qui fait lever les foules et Sagan incarne absolument ce personnage » relève Cédric Vasseur.

## Palmarès sur route

### Palmarès amateur
| - 2006 - 3e du championnat de Slovaquie sur route juniors - 2007 - Champion de Slovaquie sur route juniors - 1re étape du Tour de Francfort - 4e étape du Trofeo Karlsberg - 2e de la Coupe du Président de la ville de Grudziądz - 4e du championnat du monde sur route juniors - 2008 - 3eb étape de la Course de la Paix juniors - 3eb étape du Trofeo Karlsberg - Po Stajerski : - Classement général - 1re et 2e étapes - 4e étape du Giro della Lunigiana - Tour d'Istrie - 2e de Paris-Roubaix juniors - 2e de la Course de la Paix juniors - 8e du championnat d'Europe sur route juniors | - 2009 - Grand Prix Kooperativa - 2e et 5e étapes du Mazovia Tour - 2e des Paths of King Nikola - 3e du Grand Prix Boka - 10e du championnat d'Europe sur route espoirs |  |

### Palmarès professionnel
| - 2010 - 3e et 5e étapes de Paris-Nice - 1re étape du Tour de Romandie - 5e et 6e étapes du Tour de Californie - 2e du Grand Prix cycliste de Montréal - 2e du Philadelphia International Championship - 2e du Tour de Vénétie - 7e du Grand Prix de Plouay - 2011 - Champion de Slovaquie sur route - Tour de Sardaigne : - Classement général - 1re, 3e et 4e étapes - 5e étape du Tour de Californie - 3e et 8e étapes du Tour de Suisse - Tour de Pologne : - Classement général - 4e et 5e étapes - 6e, 12e et 21e étapes du Tour d'Espagne - Grand Prix de l'industrie et du commerce de Prato - 2e du TD Bank International Cycling Championship - 3e de la Classica Sarda Sassari-Cagliari - 2012 - Champion de Slovaquie sur route - 2e étape du Tour d'Oman - 4e étape de Tirreno-Adriatico - 1re étape des Trois Jours de La Panne - 1re, 2e, 3e, 4e et 8e étapes du Tour de Californie - 1re (contre-la-montre), 3e, 4e et 6e étapes du Tour de Suisse - Tour de France : - Classement par points - 1re, 3e et 6e étapes - 2e de Gand-Wevelgem - 2e de la Dutch Food Valley Classic - 3e de l'Amstel Gold Race - 4e de Milan-San Remo - 5e du Tour des Flandres - 2013 - Champion de Slovaquie sur route - 2e et 3e étapes du Tour d'Oman - Grand Prix de la ville de Camaiore - 3e et 6e étapes de Tirreno-Adriatico - Gand-Wevelgem - 1re étape des Trois Jours de La Panne - Flèche brabançonne - 3e et 8e étapes du Tour de Californie - 3e et 8e étapes du Tour de Suisse - Tour de France : - Classement par points - 7e étape - 1re, 3e, 6e et 7e étapes du Tour du Colorado - Prologue, 1re et 5e étapes du Tour d'Alberta - Grand Prix cycliste de Montréal - 2e des Strade Bianche - 2e de Milan-San Remo - 2e du Grand Prix E3 - 2e du Tour des Flandres - 6e du championnat du monde sur route - 10e du Grand Prix cycliste de Québec - 2014 - Champion de Slovaquie sur route - 4e étape du Tour d'Oman - 3e étape de Tirreno-Adriatico - Grand Prix E3 - 1re étape des Trois Jours de La Panne - 7e étape du Tour de Californie - 3e étape du Tour de Suisse - Classement par points du Tour de France - 2e des Strade Bianche - 3e de Gand-Wevelgem - 6e de Paris-Roubaix - 10e de Milan-San Remo - 2015 - Champion du monde sur route - Champion de Slovaquie sur route - Champion de Slovaquie du contre-la-montre - 6e étape de Tirreno-Adriatico - Tour de Californie : - Classement général - 4e et 6e (contre-la-montre) étapes - 3e et 6e étapes du Tour de Suisse - Classement par points du Tour de France - 3e étape du Tour d'Espagne - 4e de Milan-San Remo - 4e du Tour des Flandres - 10e de Gand-Wevelgem | - 2016 - Classement UCI World Tour - Champion du monde sur route - Champion d'Europe sur route - Gand-Wevelgem - Tour des Flandres - 1re et 4e étapes du Tour de Californie - 1re et 2e étapes du Tour de Suisse - Tour de France : - Classement par points - Prix de la combativité - 2e, 11e et 16e étapes - Grand Prix cycliste de Québec - 3e et 4e étapes de l'Eneco Tour - 2e du championnat de Slovaquie sur route - 2e du Circuit Het Nieuwsblad - 2e de Tirreno-Adriatico - 2e du Grand Prix E3 - 2e du Grand Prix cycliste de Montréal - 3e de l'Eneco Tour - 2017 - Champion du monde sur route - Kuurne-Bruxelles-Kuurne - 3e et 5e étapes de Tirreno-Adriatico - 3e étape du Tour de Californie - 4e et 7e étapes du Tour de Suisse - 3e étape du Tour de France - 1re étape du Tour de Pologne - 1re et 3e étapes du BinckBank Tour - Grand Prix cycliste de Québec - 2e du Circuit Het Nieuwsblad - 2e de Milan-San Remo - 2e du championnat de Slovaquie sur route - 3e de Gand-Wevelgem - 7e du BinckBank Tour - 9e du Grand Prix cycliste de Montréal - 2018 - Champion de Slovaquie sur route - 4e étape du Tour Down Under - Gand-Wevelgem - Paris-Roubaix - 2e étape du Tour de Suisse - Tour de France : - Classement par points - 2e, 5e et 13e étapes - 4e de l'Amstel Gold Race - 6e de Milan-San Remo - 6e du Tour des Flandres - 8e du Strade Bianche - 10e de la EuroEyes Cyclassics - 2019 - 3e étape du Tour Down Under - 1re étape du Tour de Californie - 3e étape du Tour de Suisse - Tour de France : - Classement par points - 5e étape - 2e du Grand Prix cycliste de Québec - 4e de Milan-San Remo - 5e de Paris-Roubaix - 5e du championnat du monde sur route - 6e de la EuroEyes Cyclassics - 2020 - 10e étape du Tour d'Italie - 4e de Milan-San Remo - 2021 - Champion de Slovaquie sur route - 6e étape du Tour de Catalogne - 1re étape du Tour de Romandie - Tour d'Italie : - Classement par points - 10e étape - Classement général du Tour de Slovaquie - 4e de Milan-San Remo - 2022 - Champion de Slovaquie sur route - 3e étape du Tour de Suisse - 7e du championnat du monde sur route - 2023 - 2e du championnat de Slovaquie sur route |  |

### Résultats sur les grands tours

#### Tour de France
12 participations

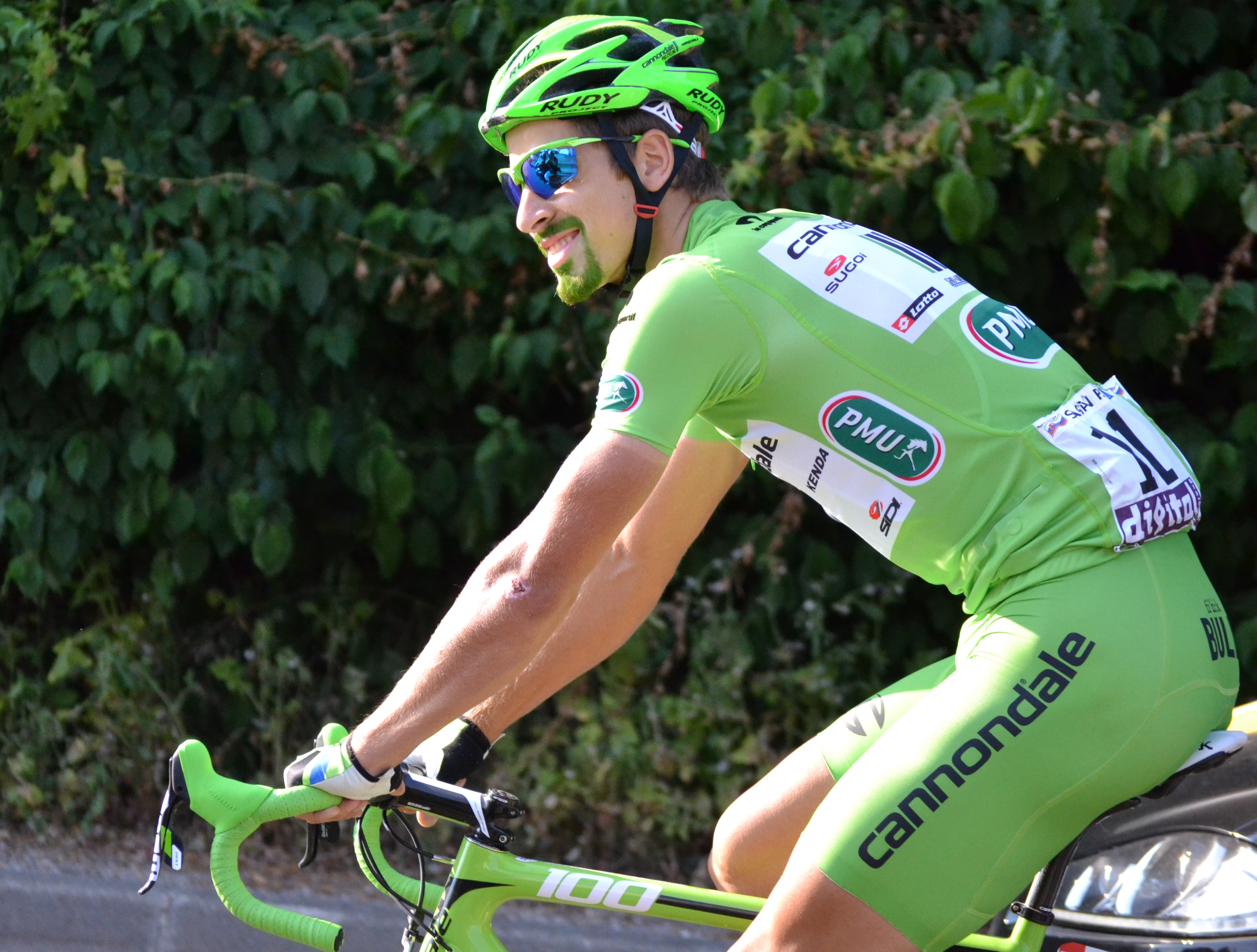
Peter Sagan portant le maillot vert sur le Tour de France 2013.

- 2012 : 42e,  vainqueur du classement par points, vainqueur des 1re, 3e et 6e étapes
- 2013 : 82e,  vainqueur du classement par points, vainqueur de la 7e étape
- 2014 : 60e,  vainqueur du classement par points
- 2015 : 46e,  vainqueur du classement par points
- 2016 : 95e,  vainqueur du classement par points,  supercombatif, vainqueur des 2e, 11e et 16e étapes,  maillot jaune pendant 3 jours
- 2017 : exclu (4e étape), vainqueur de la 3e étape
- 2018 : 71e,  vainqueur du classement par points, vainqueur des 2e, 5e et 13e étapes,  maillot jaune pendant 1 jour
- 2019 : 82e,  vainqueur du classement par points, vainqueur de la 5e étape
- 2020 : 84e
- 2021 : non-partant (12e étape)
- 2022 : 116e
- 2023 : 127e

#### Tour d'Italie
2 participations
- 2020 : 92e, vainqueur de la 10e étape
- 2021 : 117e,  vainqueur du classement par points, vainqueur de la 10e étape

#### Tour d'Espagne
4 participations
- 2011 : 121e, vainqueur des 6e, 12e et 21e étapes
- 2014 : abandon (14e étape)
- 2015 : non-partant (9e étape), vainqueur de la 3e étape
- 2018 : 119e

### Classiques et grands championnats
| Légende | Légende | Légende | Légende     | Légende | Légende              | Légende | Légende       |
| ------- | ------- | ------- | ----------- | ------- | -------------------- | ------- | ------------- |
| AB      | Abandon | HD      | Hors-délais | -       | Pas de participation | ×       | Pas d'épreuve |

| Année | Strade Bianche | Milan-San Remo | E3 BinckBank Classic | Gand-Wevelgem | Tour des Flandres | Paris-Roubaix | Amstel Gold Race | JO-Course en ligne | Europe-Course en ligne | Grand Prix de Québec | Grand Prix de Montréal | Mondial-Course en ligne |
| ----- | -------------- | -------------- | -------------------- | ------------- | ----------------- | ------------- | ---------------- | ------------------ | ---------------------- | -------------------- | ---------------------- | ----------------------- |
| 2010  | -              | -              | -                    | -             | -                 | AB            | -                | ×                  | ×                      | 19e                  | 2e                     | AB                      |
| 2011  | -              | 17e            | -                    | 49e           | -                 | 86e           | 98e              | ×                  | ×                      | -                    | -                      | 12e                     |
| 2012  | 26e            | 4e             | 14e                  | 2e            | 5e                | -             | 3e               | 34e                | ×                      | 26e                  | 12e                    | 14e                     |
| 2013  | 2e             | 2e             | 2e                   | Vainqueur     | 2e                | -             | 36e              | ×                  | ×                      | 10e                  | Vainqueur              | 6e                      |
| 2014  | 2e             | 10e            | Vainqueur            | 3e            | 16e               | 6e            | -                | ×                  | ×                      | -                    | -                      | 43e                     |
| 2015  | 31e            | 4e             | 30e                  | 10e           | 4e                | 23e           | -                | ×                  | ×                      | -                    | -                      | Vainqueur               |
| 2016  | 4e             | 12e            | 2e                   | Vainqueur     | Vainqueur         | 11e           | -                | -                  | Vainqueur              | Vainqueur            | 2e                     | Vainqueur               |
| 2017  | AB             | 2e             | 108e                 | 3e            | 27e               | 38e           | -                | ×                  | -                      | Vainqueur            | 9e                     | Vainqueur               |
| 2018  | 8e             | 6e             | 26e                  | Vainqueur     | 6e                | Vainqueur     | 4e               | ×                  | AB                     | -                    | -                      | AB                      |
| 2019  | -              | 4e             | 17e                  | 32e           | 11e               | 5e            | AB               | ×                  | -                      | 2e                   | 18e                    | 5e                      |
| 2020  | AB             | 4e             | ×                    | -             | -                 | ×             | ×                | ×                  | -                      | ×                    | ×                      | -                       |
| 2021  | -              | 4e             | -                    | -             | 15e               | 57e           | -                | -                  | AB                     | ×                    | ×                      | 26e                     |
| 2022  | -              | 92e            | 68e                  | AB            | -                 | -             | -                | ×                  | -                      | AB                   | AB                     | 7e                      |
| 2023  | 104e           | 44e            | AB                   | 83e           | AB                | AB            | -                | ×                  | -                      | -                    | -                      | AB                      |

### Records de Peter Sagan
Peter Sagan a établi de nombreux records dans le monde du cyclisme. Les plus significatifs étant :
- Seul détenteur du record :
  - Classement par points du Tour de France : 7
  - Jours en tête du classement par points du Tour de France : 130
  - Classement par points du Tour de Suisse : 8
  - Étapes au Tour de Suisse : 18
  - Classement par points du Tour de Californie : 7
  - Étapes au Tour de Californie : 17
  - Championnats de Slovaquie de cyclisme sur route : 8
  - Podiums aux Championnats de Slovaquie de cyclisme sur route : 10
  - Podiums sur Gand-Wevelgem : 6
- Codétenteur du record :
  - Grand Prix cycliste de Québec : 2 (avec Simon Gerrans et Michael Matthews)
  - Championnats du monde de cyclisme sur route : 3 (avec Alfredo Binda, Rik van Steenbergen, Eddy Merckx et Oscar Freire)
  - Gand-Wevelgem : 3 (avec Robert Van Eenaeme, Rik Van Looy, Eddy Merckx, Mario Cipollini et Tom Boonen)
  - Championnats d'Europe de cyclisme sur route : 1 (avec de nombreux coureurs)
  - Podiums au Grand Prix cycliste de Montréal : 3 (avec Greg Van Avermaet)

### Statistiques détaillées
Sur les 1004 journées de courses auxquels Peter Sagan a participé :
- il en a gagné 121, soit 12,05 % de victoires.
- il a terminé second 114 fois, soit 11,35 % du temps.
- il a terminé troisième 57 fois, soit 5,68 % du temps.
- il a terminé sur le podium 292 fois, soit 29,08 % du temps.
- il a terminé dans les 10 premiers 479 fois, soit 47,71 % du temps.

| Années | Équipes                 | Journées | Victoires | Deuxièmes | Troisièmes | Podiums | Tops 10 |
| ------ | ----------------------- | -------- | --------- | --------- | ---------- | ------- | ------- |
| 2009   | Dukla Trenčín Merida    | 1        | 0         | 0         | 0          | 0       | 1       |
| 2010   | Liquigas-Doimo          | 51       | 5         | 8         | 1          | 14      | 23      |
| 2011   | Liquigas-Cannondale     | 75       | 15        | 7         | 4          | 26      | 35      |
| 2012   | Liquigas-Cannondale     | 77       | 16        | 8         | 5          | 29      | 40      |
| 2013   | Cannondale              | 90       | 22        | 10        | 5          | 37      | 50      |
| 2014   | Cannondale              | 91       | 7         | 11        | 7          | 25      | 46      |
| 2015   | Tinkoff-Saxo            | 79       | 10        | 18        | 5          | 33      | 52      |
| 2016   | Tinkoff                 | 73       | 14        | 12        | 6          | 32      | 47      |
| 2017   | Bora-Hansgrohe          | 61       | 12        | 11        | 4          | 27      | 37      |
| 2018   | Bora-Hansgrohe          | 82       | 8         | 10        | 8          | 26      | 44      |
| 2019   | Bora-Hansgrohe          | 71       | 4         | 8         | 5          | 17      | 35      |
| 2020   | Bora-Hansgrohe          | 64       | 1         | 6         | 3          | 10      | 22      |
| 2021   | Bora-Hansgrohe          | 70       | 5         | 3         | 4          | 12      | 23      |
| 2022   | TotalEnergies           | 48       | 2         | 0         | 0          | 2       | 10      |
| 2023   | TotalEnergies           | 61       | 0         | 2         | 0          | 2       | 14      |
| 2024   | Pierre Baguette Cycling | 10       | 0         | 0         | 0          | 0       | 0       |
| Total  |                         | 1004     | 121       | 114       | 57         | 292     | 479     |

### Classements mondiaux
| Année                                 | 2009 | 2010 | 2011 | 2012 | 2013 | 2014 | 2015 | 2016 | 2017 | 2018 | 2019 | 2020 | 2021 | 2022 | 2023 |
| ------------------------------------- | ---- | ---- | ---- | ---- | ---- | ---- | ---- | ---- | ---- | ---- | ---- | ---- | ---- | ---- | ---- |
| Calendrier mondial                    | nc   | 44e  |      |      |      |      |      |      |      |      |      |      |      |      |      |
| UCI World Tour                        |      |      | 21e  | 8e   | 4e   | 15e  | 17e  | 1er  | 4e   | 2e   |      |      |      |      |      |
| Classement mondial                    |      |      |      |      |      |      |      | 1er  | 3e   | 4e   | 10e  | 45e  | 57e  | 153e | 313e |
| UCI Europe Tour                       | 64e  |      |      |      |      |      |      | 19e  | 193e | 460e | 9e   | 35e  | 48e  | 127e | nc   |
| UCI Asia Tour                         | nc   |      |      |      |      |      |      | 2e   | nc   | nc   |      |      |      |      |      |
| UCI America Tour                      | nc   |      |      |      |      |      |      | 66e  | nc   | nc   |      |      |      |      |      |
|                                       |      |      |      |      |      |      |      |      |      |      |      |      |      |      |      |
| Légende : nc = non classéSource : UCI |      |      |      |      |      |      |      |      |      |      |      |      |      |      |      |

## Palmarès en cyclo-cross
- 2006-2007
  -  Champion de Slovaquie juniors
- 2007-2008
  -  Médaillé d'argent au championnat du monde de cyclo-cross juniors
  -  Médaillé de bronze au championnat d'Europe de cyclo-cross juniors

## Palmarès en VTT
- 2007
  -  Médaillé de bronze au championnat d'Europe de cross-country juniors
- 2008
  -  Champion du monde de cross-country juniors
  -  Champion d'Europe de cross-country juniors
- 2016
  - 35e des Jeux olympiques de Rio

## Télévision
- 2025 : Let's Dance saison 10 (Slovaquie) : candidat[230]